# Gustavo Kuerten
Vous lisez un « bon article » labellisé en 2016.
Gustavo Kuerten, né le 10 septembre 1976 à Florianópolis, est un joueur de tennis brésilien, professionnel de 1995 à 2008. Surnommé « Guga » , il remporte vingt titres en simple sur le circuit ATP, dont trois tournois de Roland-Garros, un Masters et cinq Masters 1000. Il est le meilleur joueur de tennis de l'histoire du Brésil.
Kuerten se révèle en 1997, à vingt ans, lors des Internationaux de France qu'il remporte alors qu'il occupe seulement la 66e place mondiale et en dominant trois anciens vainqueurs du tournoi. Il s'impose à deux autres reprises à Paris en 2000 et en 2001. Avec trois victoires à Roland-Garros, il égale ainsi Mats Wilander et Ivan Lendl (Novak Djokovic a lui aussi remporté trois titres par la suite). Seuls Rafael Nadal (quatorze titres) et Björn Borg (six titres) ont remporté plus de titres en simple dans ce tournoi.
Quart de finaliste à deux reprises à Flushing Meadows ainsi qu'à Wimbledon, Kuerten a un style de jeu varié et offensif qui lui permet peu à peu de s'adapter sur des surfaces plus rapides. Il compte quinze titres sur terre battue, trois sur dur extérieur et deux en intérieur.
Il devient en 2000 le premier joueur sud-américain à achever une saison à la tête du classement ATP, place qu'il occupe pendant quarante-trois semaines. Victime de problèmes récurrents au niveau de la hanche droite qui nécessiteront plusieurs opérations entre 2002 et 2004, le Brésilien décline peu à peu et ne retrouve jamais, malgré quelques coups d'éclats, le niveau qu'il a pu atteindre entre 1999 et 2001.
Véritable pilier de l'équipe brésilienne de Coupe Davis, dont il est membre de 1996 à 2007, Kuerten contribue largement à ses résultats honorables entre 1999 et 2001 : quarts de finale en 1999 et 2001, demi-finale en 2000.
Très populaire en raison de son style de jeu, de son allure décontractée et de sa personnalité chaleureuse, Kuerten reçoit de nombreuses récompenses durant et après sa carrière tels que le prix Philippe Chatrier (2010), le titre de joueur de l'année aux ATP Awards en 2000 ou encore le titre de sportif brésilien de l'année qu'il remporte à trois reprises (1997, 2000 et 2001). Kuerten est intronisé en 2012 dans l'International Tennis Hall of Fame.
Depuis la fin de sa carrière sportive, le Brésilien s'occupe de l'institut qu'il a fondé en 2000 afin de venir en aide aux enfants handicapés ou issus de milieux défavorisés dans son pays. Il occupe en parallèle une fonction de représentant international de diverses marques telles que Lacoste ou Hublot.

## Carrière
| Année | 1995 | 1996 | 1997 | 1998 | 1999 | 2000 | 2001 | 2002 | 2003 | 2004 | 2005 | 2006 | 2007 | 2008 |
| Rang  | 188  | 88   | 14   | 23   | 5    | 1    | 2    | 37   | 16   | 40   | 291  | 1078 | 680  | 1150 |

### Jeunesse
Gustavo Kuerten naît en 1976 à Florianópolis dans l'état de Santa Catarina au Sud du Brésil. Il est le deuxième fils d'une famille d'origine allemande. Sa mère Alice Thümmel est assistante sociale dans une entreprise de télécommunication et son père Aldo Amadéu Kuerten travaille pour la mairie à l'aménagement du territoire. Gustavo a un frère aîné, Rafaël, qui devient plus tard son manager; et un frère cadet, Guilherme (décédé en 2007) qui subit une privation d'oxygène sévère à la naissance, provoquant de graves dégâts cérébraux qui laissent de graves séquelles physiques et neurologiques. Gustavo parle de son frère en ces termes : « On a eu beaucoup de chance de vivre tout ce temps-là avec lui. Il était avec nous tout le temps et a servi de trait d'union pour notre famille. Si nous sommes aussi soudés, c'est un peu grâce à lui. ». Il est profondément affecté toute sa vie par le combat quotidien de son jeune frère et offre régulièrement les gains de tournois qu'il remporte à des ONG spécialisées dans l'aide à des personnes au handicap semblable.

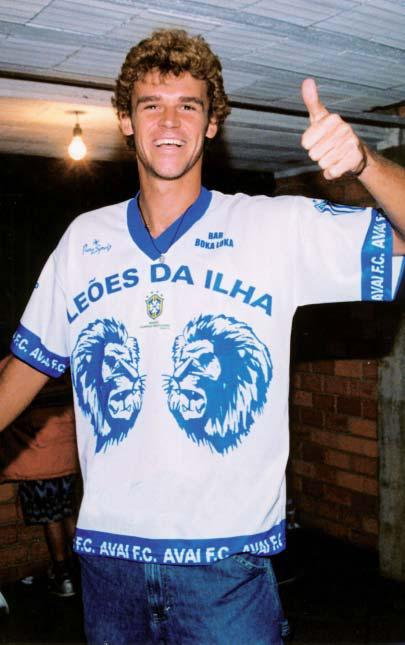
Gustavo Kuerten avec le maillot de l'Avaí Futebol Clube.

Ses parents, très bons joueurs amateurs, l'initient dès l'âge de six ans au tennis dans un pays où le sport-roi est le football. « Seul un fou aurait pu parier au tout début que je devienne quelqu'un dans le tennis au pays où seul le foot compte. L'Île de Santa Catarina ne possédait même pas dix courts de tennis, alors qu'à lui seul Roland Garros en possède dix-huit. ». Doué, Gustavo Kuerten intègre une école d'entraînement sous la tutelle de Carlos Alves et Oscar Wegner, un Argentin réputé sur le circuit pour avoir été l'entraîneur de Björn Borg durant quelques mois.
En 1985, alors que Gustavo est âgé de huit ans, son père meurt d'une attaque cardiaque en arbitrant un match de tennis junior à Curitiba. Kuerten déclare à ce sujet : « Je pense que j'étais trop jeune à l'époque pour comprendre mais j'ai dû grandir avec ce manque. ».
Passionné de football et de l'équipe de l'Avaí Futebol Clube, Kuerten hésite quelque temps entre les deux sports mais choisit finalement le tennis à la suite d'un ultimatum de son entraîneur Carlos Alves : « Tu es doué pour le foot et le tennis. Mais il faut que tu choisisses entre jouer au football pour le championnat de notre État ou jouer au tennis au niveau mondial. ».

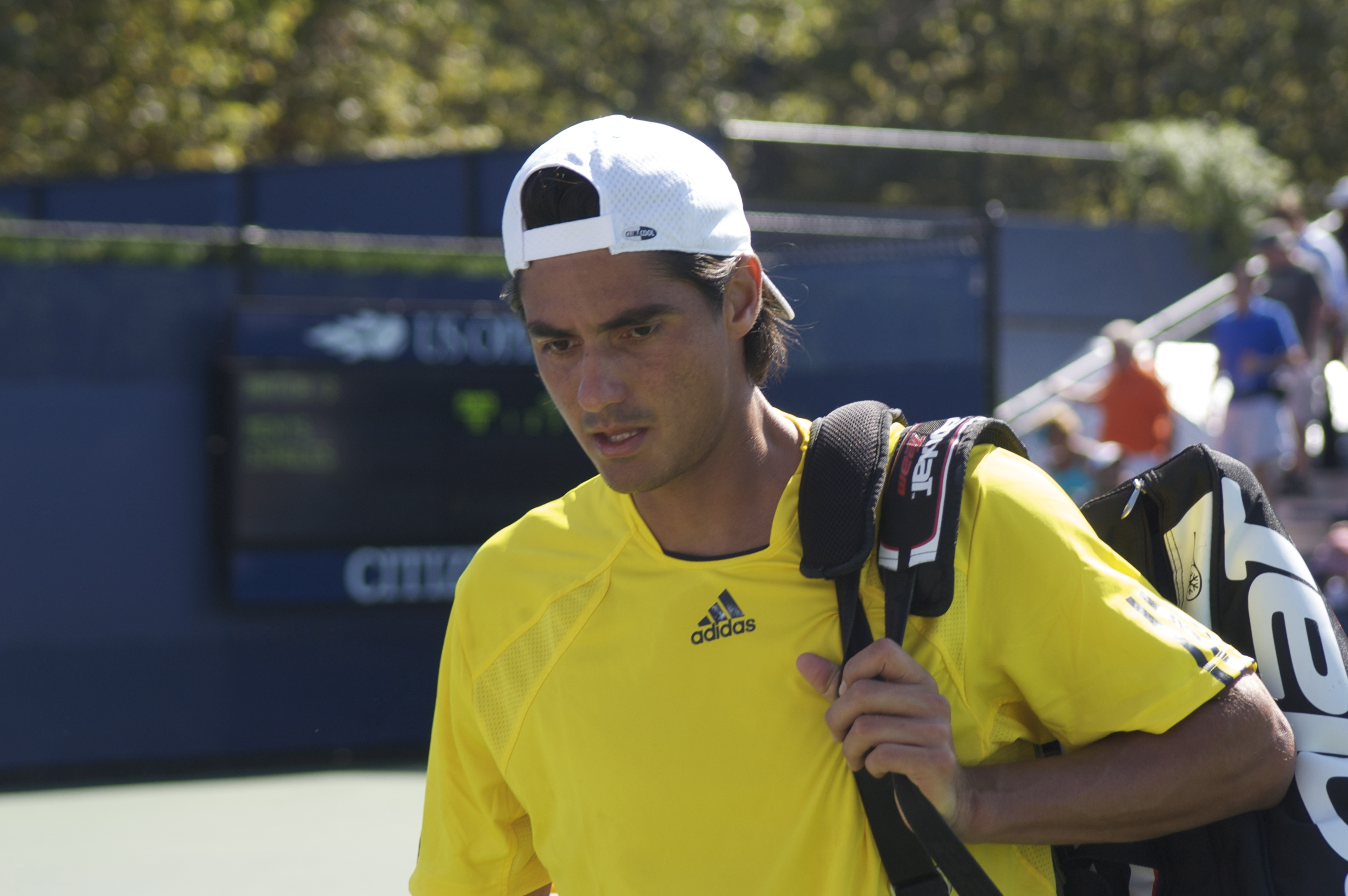
Gustavo Kuerten remporte le double de Roland-Garros juniors avec Nicolás Lapentti (ici en 2008).

En 1990, alors qu'il est âgé de quatorze ans, Kuerten fait la connaissance de Larri Passos, un des meilleurs entraîneurs du pays, qui avait rencontré son père quelques années auparavant et lui avait promis d'entraîner un jour son fils encore trop jeune à l'époque. Le technicien brésilien va le superviser plusieurs années et acquérir la conviction que Kuerten est suffisamment doué pour gagner sa vie en jouant au tennis. Il devient son entraîneur et instaure une relation de confiance durable, Kuerten le considérant comme un second père.
Les deux hommes commencent à voyager dans toute l'Amérique du Sud afin de participer à des tournois juniors et challengers. Kuerten remporte neuf tournois dès sa première année de collaboration avec Larri Passos et se démarque comme l'un des meilleurs espoirs sud-américains. Poursuivant sur sa lancée, il remporte en 1993 la Sunshine Cup,  et perd en quart de finale du tableau de simple juniors à Roland Garros contre Albert Costa. Il remporte en 1994 plusieurs tournois et s'impose parmi les cinq meilleurs joueurs du monde dans sa catégorie d'âge. Vainqueur en juin du tournoi de double juniors à Roland Garros associé à l'Équatorien Nicolás Lapentti, il conclut l'année en s'inclinant en finale de l'Orange bowl,  contre Lapentti et passe professionnel dans la foulée à dix-huit ans.

### 1995-1996: débuts sur le circuit
Ébranlé par la perte de son principal sponsor depuis deux ans, la société Sadia, Gustavo Kuerten est obligé pour son entrée dans le circuit professionnel de revoir son programme en privilégiant des tournois satellites organisés en Amérique du Sud au cours desquels il franchit rarement le premier tour. Ce n'est qu'au début du mois de mai que la situation s'éclaircit pour Kuerten qui obtient coup sur coup la confiance de deux sponsors dont la marque italienne d'équipements sportifs Diadora qui sponsorise entre autres le no 9 mondial russe Ievgueni Kafelnikov. Ce partenariat qui va durer jusqu'à la fin de la carrière de Kuerten lui permet de respirer financièrement et de reprendre confiance en lui. Il parvient à une finale dans le tournoi Challenger de Medellín où il perd contre Jérôme Golmard et enchaîne avec de bons résultats les mois qui suivent (demi-finales à Prostějov et Syracuse) qui lui permettent de passer de la 388e à la 188e place mondiale en fin d'année. Kuerten considère cette saison comme la plus importante de sa carrière car elle lui permet de s'adapter aux difficultés dont la vie d'un joueur professionnel de tennis est émaillée : « J'étais loin du sommet, mais il y avait maintenant beaucoup de monde derrière moi et non plus devant. J'avais toutes les chances de réaliser mon rêve : faire partie des cent meilleurs joueurs mondiaux en 1996. ».
En 1996, Kuerten partage son début de saison entre le circuit Challenger et les qualifications pour des tournois ATP de catégorie World Series. En avril, il atteint la finale du tournoi challenger de Prague qui lui permet d'obtenir une invitation pour disputer la semaine suivante son premier tournoi World Series dans la même ville. Il y remporte sa première victoire contre un joueur du top 100 mondial en dominant le Russe Andrei Chesnokov au premier tour. Fort de ces résultats, il atteint une nouvelle finale en Challenger à Bratislava et franchit les qualifications pour le grand tableau des Internationaux de France de tennis où il est dominé au premier tour par le Sud-Africain no 11 mondial Wayne Ferreira en trois sets. Le Brésilien décide par la suite sous l'influence de son entraîneur de rester en Europe pour y disputer des tournois. En effet les tournois européens sont moins relevés durant l'été en raison de la saison qui se dispute en Amérique du Nord. Selon Larri Passos, ils doivent permettre à Kuerten d'accumuler des points importants au classement technique. Kuerten comprend cette stratégie : « J'aurais volontiers tenté de me qualifier pour l'US Open mais je ne suis pas fou et je n'allais pas contredire mon coach. Depuis mes treize ans, Larri a toujours eu raison. ». Le pari est payant puisqu'il enchaîne par de bonnes performances sur le circuit challenger (demi-finales à Furth, Košice et Graz) et des qualifications pour le tableau final de certains World Series. Il remporte de belles victoires sur terre battue contre Alberto Berasategui et Carlos Moyà, respectivement 21e et 22e joueurs mondiaux, et atteint le 26 août pour la première fois de sa carrière le top 100 (93e). Kuerten aide quelques semaines plus tard son pays à atteindre le groupe mondial de la Coupe Davis 1997 pour la première fois depuis 1993 à l'issue d'une victoire en barrage contre l'Autriche par forfait. Puis Kuerten se lance (toujours sur les conseils de Larri Passos) dans une tournée dont l'objectif est d'acquérir de l'expérience sur surface rapide. Il y gagne peu de matchs mais acquiert des automatismes sur un type de surface qu'il connaît peu. Le Brésilien conclut sa saison en remportant son premier titre en challenger à Campinas contre l'Espagnol Galo Blanco. 88e joueur mondial à l'issue de sa saison, il devient le meilleur représentant brésilien au classement technique, talonné par Fernando Meligeni qui est 94e.

### 1997: la révélation à Roland-Garros

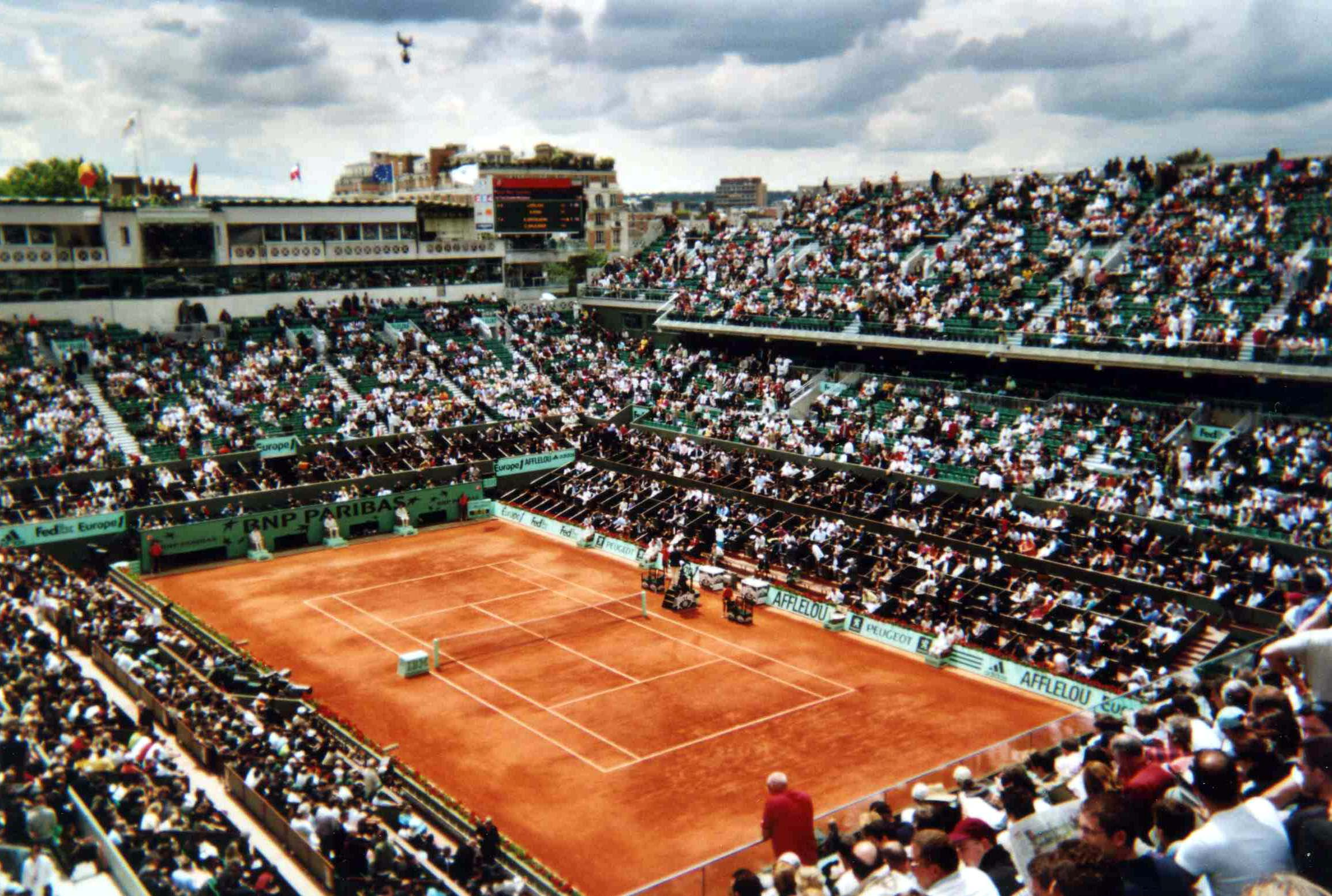
Le court Philippe-Chatrier de Roland-Garros où Kuerten s'impose en 1997.

Début 1997, Kuerten est battu au second tour de l'Open d'Australie par Neville Godwin. Il enchaîne par quelques bons résultats, dont les troisièmes tours des Super 9 américains sur dur d'Indian Wells (où il bat pour la première fois un joueur du top 10 mondial, Wayne Ferreira) et de Key Biscayne. Auteur de performances mitigées sur la terre battue européenne, Kuerten repart au Brésil dans l'objectif de préparer au mieux Roland-Garros. Il remporte le tournoi Challenger de Curitiba et reprend confiance en son jeu sur terre battue. Il aborde donc Roland-Garros à la 66e place mondiale, profite de deux premiers tours abordables contre Sláva Doseděl et Jonas Björkman et se retrouve opposé au no 5 mondial autrichien Thomas Muster, vainqueur du tournoi en 1995, pour une place en huitièmes de finale. Le Brésilien crée la sensation en remportant le match au terme d'un combat de près de trois heures en cinq sets. Kuerten confirme le tour suivant en dominant encore au terme d'un match au meilleur des cinq manches le redoutable Ukrainien Andreï Medvedev, récent vainqueur du Super 9 de Hambourg. Opposé en quarts de finale au tenant du titre russe et no 3 mondial Ievgueni Kafelnikov, il l'emporte à nouveau en cinq manches et devient le premier joueur brésilien à atteindre les demi-finales d'un tournoi du Grand Chelem. Nombreux sont les médias qui commencent à s'intéresser au parcours de ce jeune joueur atypique au jeu varié et à la tenue bariolée qui ne plaît certes pas à tous, mais qui devient très populaire après ses victoires alors qu'il était relativement inconnu avant ce tournoi. Les médias brésiliens n'avaient d'ailleurs dépêché aucune équipe pour couvrir le tournoi. Opposé en demi-finale au joueur belge Filip Dewulf, autre surprise du tournoi, il remporte le match en quatre sets et atteint la première finale de sa carrière en Grand Chelem et sur le circuit ATP. Lors de la finale disputée le 8 juin, il domine à nouveau un ancien vainqueur, Sergi Bruguera (vainqueur en 1993 et 1994) en trois sets (6-3, 6-4, 6-2) devenant le premier Brésilien à remporter un titre du Grand Chelem. Il passe par la même occasion à la 15e place mondiale.
Tout juste auréolé de son titre à Roland-Garros, Kuerten enchaîne par une finale au tournoi de Bologne perdue contre Félix Mantilla et s'incline au premier tour des tournois sur gazon. Auteur de bonnes performances sur surface dure aux États-Unis, il s'incline en finale de son premier Super 9 à Montréal contre Chris Woodruff après avoir dominé en demi-finale le no 2 mondial Michael Chang, puis il dispute les quarts de finale à Cincinnati qui lui permettent d'atteindre pour la première fois de sa carrière le top 10 mondial, avec la 9e place. Éliminé au troisième tour de l'US Open par Jonas Björkman, il ne parvient pas à confirmer en fin de saison, qu'il conclut à la 14e place mondiale alors que l'objectif initial en 1997 pour Kuerten et Larri Passos était de terminer dans le top 50 mondial : « Je gagne ce tournoi du Grand Chelem presque sans le faire exprès et je me retrouve dans les quinze meilleurs joueurs du monde alors que mon niveau en dehors de Roland-Garros est plus proche de la quarantième place en 1997. ».

### 1998-1999: un chemin fait de hauts et de bas vers la régularité

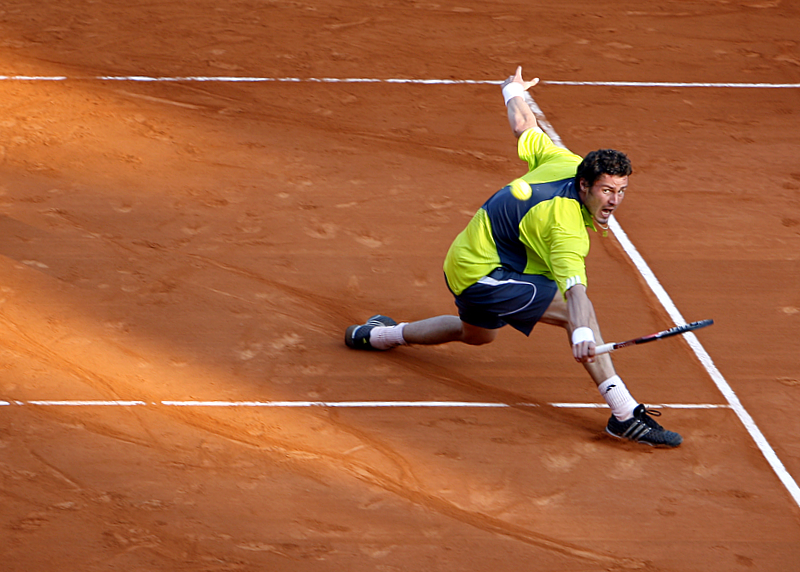
Marat Safin (ici en 2007) qui bat Gustavo Kuerten au deuxième tour de Roland-Garros en 1998.

Très attendu en 1998, Kuerten ne parvient pas à confirmer le potentiel entrevu la saison précédente. Il réalise un début de saison contrasté au cours duquel il est éliminé au second tour de l'Open d'Australie par Nicolas Escudé et ne dépasse que rarement les deux premiers tours des tournois auxquels il participe. Il signe néanmoins quelques bonnes performances à Memphis où il atteint les demi-finales et à Key Biscayne où il est dominé en quarts de finale par le Britannique Tim Henman. Kuerten enchaîne sur la terre battue européenne par de bons résultats sur les Super 9 de Hambourg (quart de finaliste) et à Rome, où il est battu en demi-finale par le no 3 mondial chilien Marcelo Ríos. Ces résultats laissent augurer d'un bon Roland-Garros, tournoi dont il est tenant du titre mais il échoue au deuxième tour face à Marat Safin, un jeune Russe 116e mondial encore méconnu qui le bat en cinq manches.
Marqué par cette défaite qui lui fait perdre beaucoup de points au classement technique, il ne se prépare pas correctement sur gazon et échoue au premier tour de Wimbledon contre Jason Stoltenberg. Désormais au-delà des vingt meilleurs joueurs mondiaux, il remporte en août son deuxième tournoi sur le circuit ATP à Stuttgart, en battant en demi-finale le vainqueur de Roland-Garros Carlos Moyà, puis Karol Kučera en finale (4-6, 6-2, 6-4). Le Brésilien poursuit par des performances décevantes lors de la tournée américaine sur surface dure, qu'une victoire sur Marcelo Rios à Long Island ne fait pas oublier. Il s'incline au second tour de l'US Open contre un Sud-Africain classé 188e mondial, David Nainkin, et décide en accord avec Larri Passos de se concentrer sur les rares tournois ATP sur terre battue de la fin de saison afin de reprendre un peu de confiance. Il remporte un nouveau titre à Majorque en battant en finale Carlos Moyà (6-7, 6-2, 6-3) et termine la saison au 24e rang mondial.
Nombreux sont les observateurs du tennis qui pensent à l'issue de cette saison que la victoire de Kuerten à Roland-Garros un an auparavant n'était due qu'au hasard et qu'il ne pourra plus reproduire un tel niveau de jeu : « Je trouvais pourtant cette saison meilleure que la précédente. En 1997 je n'ai joué en majorité que des petits tournois et j'ai plus perdu que gagné alors qu'en 1998 j'ai participé à des épreuves plus importantes et j'ai préparé ma feuille de route pour l'avenir. L'autre point positif étant que la tempête qui a suivi ma victoire à Roland-Garros a pris fin. Mes résultats ont calmé l'attente des médias et du public. ».

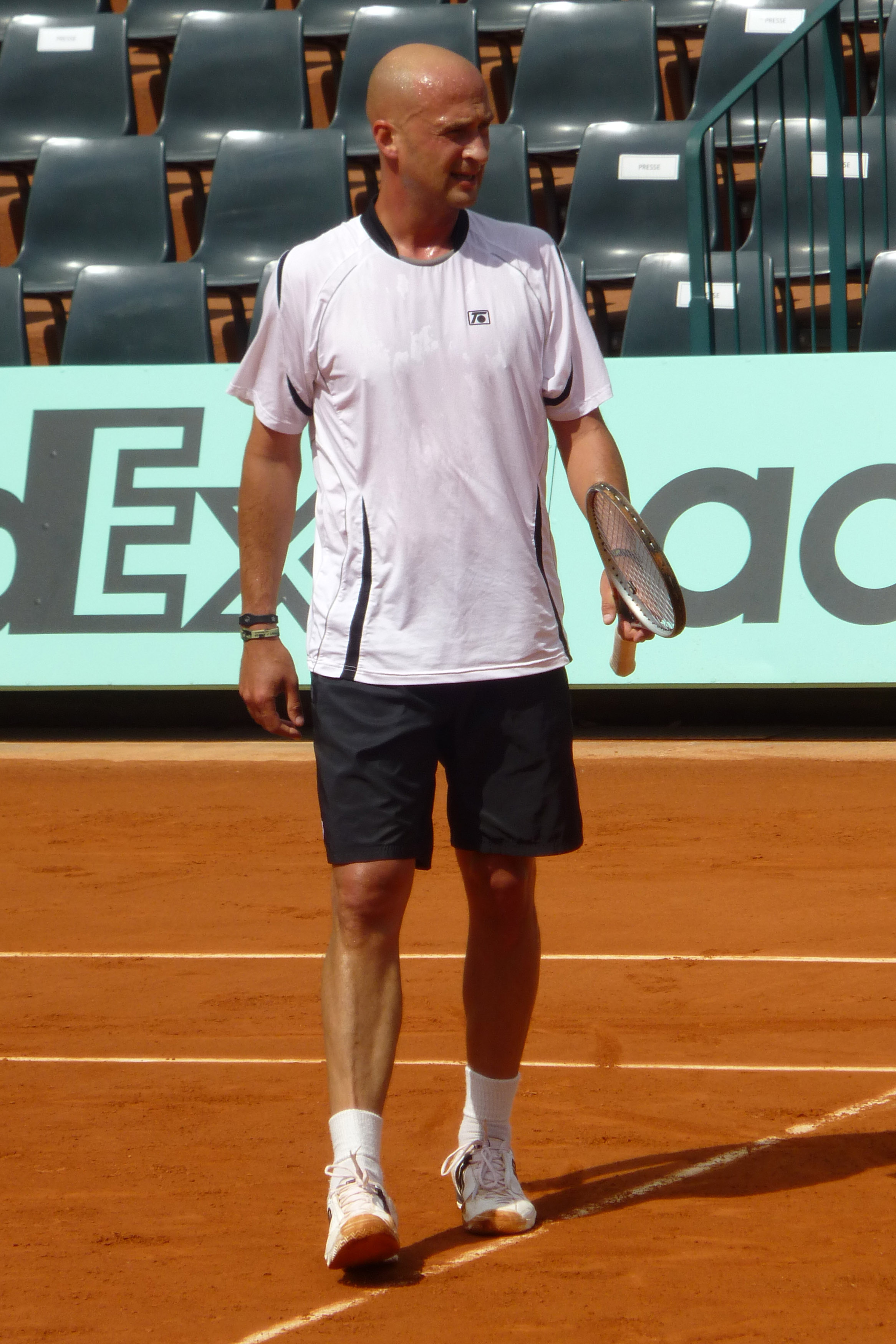
Andrei Medvedev (ici en 2012) domine Gustavo Kuerten en quarts de Roland-Garros 1999.

En 1999, Kuerten et son entraîneur Larri Passos établissent un programme axé sur les tournois sur terre battue européenne et les tournois du Grand Chelem avec l'objectif assumé d'intégrer durablement le groupe des dix meilleurs joueurs mondiaux. Le début de saison du Brésilien est difficile, il ne dépasse pas le troisième tour sur les cinq tournois qu'il dispute et est éliminé au second tour de l'Open d'Australie, mais le déclic vient lors du tournoi de catégorie Super 9 d'Indian Wells où il domine Ievgueni Kafelnikov no 2 et Richard Krajicek no 8 mondial, avant de s'incliner en demi-finale contre Carlos Moyà qui devient no 1 mondial grâce à cette victoire : il parle alors de « l'un des rares moments où j'ai été heureux de voir un adversaire me battre. ». Kuerten enchaîne par deux victoires impressionnantes en Coupe Davis contre Carlos Moyà (no 2) et Àlex Corretja (no 6) sur la terre battue de Lérida dans une ambiance délétère, un an après le succès controversé à Porto Alegre des Espagnols sur les Brésiliens et les déclarations de Corretja qui s'en étaient suivies. En grande confiance à la suite de cet exploit, Kuerten enchaîne en remportant deux des plus importants tournois sur terre battue à Monte-Carlo (victoire contre le Chilien Marcelo Ríos après abandon 6-4, 2-1) et à Rome (victoire contre Patrick Rafter sur le score de 6-4, 7-5, 7-66). Grand favori de Roland Garros, le Brésilien, désormais 8e joueur mondial, franchit les tours sans grand souci et s'affirme comme l'homme à battre mais il est battu en trois sets en quarts de finale par le futur finaliste ukrainien Andreï Medvedev qui n'avait plus réalisé de tels résultats depuis près de deux ans.
Kuerten surprend deux semaines plus tard sur le gazon de Wimbledon où, profitant d'un tableau dégagé, il atteint les quarts de finale, battu encore par le futur finaliste de l'épreuve Andre Agassi. Éliminé en quarts de finale à Cincinnati et à Indianapolis durant la tournée estivale américaine sur dur, Kuerten réalise un bon US Open mais est battu en quarts de finale par le Français Cédric Pioline au terme d'un match très accroché et spectaculaire. Il réalise par la suite une fin de saison décevante malgré le fait qu'il atteigne la troisième place mondiale avant de disputer la première Masters Cup de sa carrière. Il ne franchit pas le stade des poules, perdant deux matchs sur trois contre Pete Sampras et Agassi, et termine la saison parmi les meilleurs joueurs du monde, au 5e rang mondial, accompagné de deux autres joueurs sud-américains dans le top 10 (l'Équatorien Nicolás Lapentti 8e et le Chilien Marcelo Ríos 9e) ce qui constitue une première.

### 2000: au sommet du tennis mondial
Comme toujours, Kuerten éprouve des difficultés au début de l'année 2000 et s'incline contre Albert Portas en cinq sets au premier tour de l'Open d'Australie. De retour après avoir aidé son pays à remporter le premier tour de Coupe Davis contre la France, Kuerten remporte le tournoi de Santiago contre l'Argentin Mariano Puerta et s'incline la semaine suivante en demi-finale à Bogota contre le même joueur. En confiance pour les Masters Series américains sur dur, le Brésilien perd au deuxième tour à Indian Wells mais atteint la finale à Key Biscayne où il perd en quatre sets très accrochés contre Pete Sampras mais repart avec la satisfaction d'avoir dominé en demi-finale Andre Agassi alors no 1 mondial. Poursuivant avec le Brésil par une qualification contre les Slovaques de Dominik Hrbatý pour les demi-finales de la Coupe Davis (une première depuis 1992), Kuerten aborde la saison sur terre battue en pleine possession de ses moyens. Finaliste à Rome où il est défait en quatre manches par la révélation du début d'année Magnus Norman, il remporte dans la foulée le Masters Series de Hambourg au terme d'un combat acharné conclu au tie-break de la cinquième manche contre Marat Safin, manche au cours de laquelle Kuerten sauve une balle de match. C'est une victoire qui lui permet de rejoindre Ivan Lendl dans le palmarès des quatre tournois les plus importants sur terre battue que sont Monte-Carlo, Rome, Hambourg et Roland-Garros (ils seront rejoints quelques années plus tard par Rafael Nadal).
Engagé à Roland-Garros la semaine suivante, Kuerten fait partie des principaux favoris du Grand Chelem parisien au même titre que Norman et Safin. Le Brésilien survole la première semaine et atteint sans encombre les quarts de finale où il est opposé à Ievgueni Kafelnikov comme trois ans auparavant, lors de son titre. Mené deux sets à un, 4-2 et 40-15 par un Kafelnikov très agressif, Kuerten parvient à inverser le cours du match pour finalement remporter la quatrième manche et la suivante (6-3, 3-6, 4-6, 6-4, 6-2). La demi-finale deux jours plus tard contre le jeune Espagnol Juan Carlos Ferrero est une copie conforme du match précédent. Kuerten, mené 2 sets à 1, 2-0, parvient à retourner le match pour l'emporter en cinq sets (7-5, 4-6, 2-6, 6-4, 6-3) et obtenir le droit de disputer trois ans après son titre une deuxième finale à Roland-Garros, contre Magnus Norman, l'un de ses plus sérieux rivaux de la saison sur terre battue. La finale est d'abord à sens unique à l'avantage de Kuerten mais le Suédois revient dans la partie et s'incline de justesse dans le tie-break de la quatrième manche après avoir sauvé onze balles de matchs (6-2, 6-3, 2-6, 7-66). Vainqueur pour la deuxième fois du tournoi de la porte d'Auteuil, Kuerten se retrouve au troisième rang mondial et égale son meilleur classement avec l'ambition assumée de conquérir la première place mondiale.

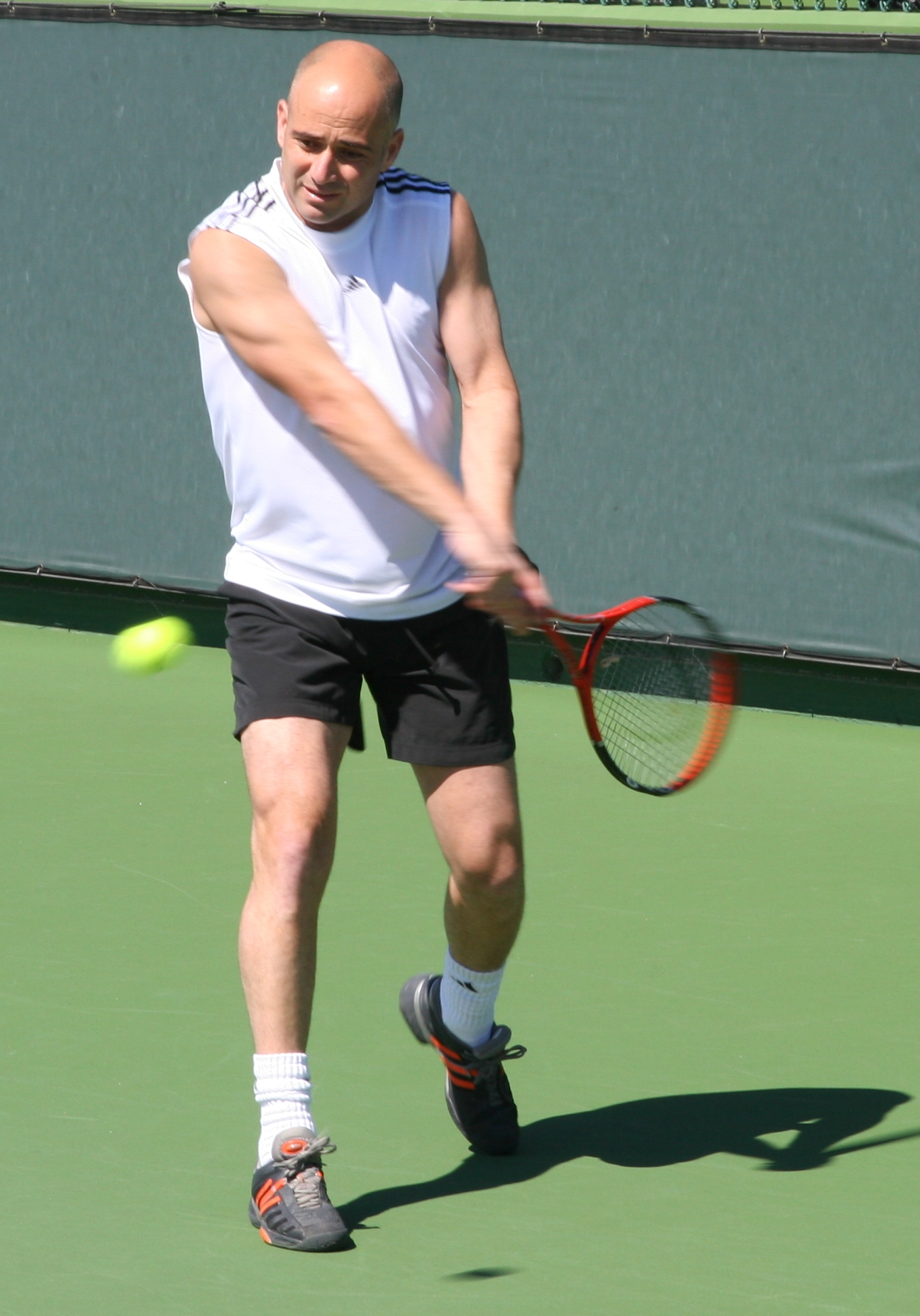
Kuerten devient no 1 mondial après sa victoire sur Andre Agassi (ici en 2006) en finale de la Masters Cup.

L'été qui suit est fructueux pour le Brésilien, qui atteint le troisième tour à Wimbledon. Il remporte son premier titre sur surface dure à Indianapolis en battant coup sur coup Lleyton Hewitt (no 9) et Marat Safin (no 7) : « Marat Safin a commencé l'année au 30e rang mondial et au fur et à mesure des mois qui passaient il devenait de plus en plus compliqué à battre. ». Demi-finaliste du Masters Series de Cincinnati et quart de finaliste du tournoi des Jeux olympiques, il compromet ses chances de terminer la saison à la première place mondiale après son élimination au premier tour de l'US Open par le joueur australien Wayne Arthurs. En effet, à l'issue du tournoi remporté par Marat Safin, Kuerten pointe au troisième rang mondial et compte 456 points de retard sur Pete Sampras et 129 sur Safin mais il présente l'avantage de ne pas avoir beaucoup de points à défendre par rapport à ses résultats de la fin de saison précédente. Ces dernières semaines vont donc être rythmées par cette lutte pour la première place mondiale entre Kuerten et Safin. Le Russe remporte trois tournois dont le Masters Series de Paris-Bercy – une victoire qui lui permet de devenir le plus jeune no 1 mondial de l'histoire – tandis que le Brésilien éliminé en demi-finale à Bercy joue son meilleur tennis sur surface indoor et atteint la deuxième place mondiale la veille de la Masters Cup avec 375 points de retard. Dans ce tournoi qu'il pense un temps ne pas disputer en raison de douleurs dorsales et où il est soigné au dos et aux jambes tout au long de la semaine, il perd son premier match de poule contre Agassi (6-4, 4-6, 3-6) puis remporte les deux suivants contre Norman (7-5, 6-3) et Kafelnikov (6-3, 6-4) et se qualifie pour les demi-finales. Opposé à Pete Sampras qu'il n'a jamais battu auparavant, il trouve la solution en retournant loin derrière sa ligne de fond de court les services puissants de l'Américain et s'impose en trois sets accrochés (6-75, 6-3, 6-4). Finaliste de son premier tournoi indoor, Kuerten doit, s'il veut terminer la saison au premier rang mondial, l'emporter face à Andre Agassi qui vient de dominer son rival Safin. Au terme d'une rencontre maîtrisée de bout en bout (6-4, 6-4, 6-4), Gustavo Kuerten devient le premier joueur depuis Stefan Edberg au Masters 1990 à battre Sampras et Agassi dans un même tournoi et termine la saison au sommet du tennis mondial, ce qui constitue une première pour un joueur sud-américain. Il est logiquement élu joueur de l'année lors des ATP Awards organisés en mars 2001 à Indian Wells.

### 2001: triple vainqueur de Roland-Garros
Désormais en tête du classement mondial, Kuerten commence la saison 2001 par une élimination précoce à l'Open d'Australie devenue habituelle pour lui. Il enchaîne en remportant deux tournois sur terre battue en Amérique latine à Buenos Aires (contre José Acasuso) et à Acapulco (contre Galo Blanco). Décevant lors des Masters Series sur dur d'Indian Wells et de Key Biscayne où il ne franchit pas les huitièmes de finale, il subit l'une des défaites les plus rudes de sa carrière sur terre battue chez lui à Florianópolis en quarts de finale de Coupe Davis, lorsqu'il est battu en trois manches par l'Australien Lleyton Hewitt. Engagé pour les trois mois qui suivent sur terre battue en Europe, Kuerten remporte le tournoi de Monte-Carlo en dominant le Marocain Hicham Arazi. Forfait pour Barcelone en raison d'un « début de pubalgie » ressenti à Monte-Carlo, il échoue en finale à Rome au terme d'un combat en cinq sets contre Juan Carlos Ferrero. Épuisé et battu dans la foulée au premier tour à Hambourg dont il est tenant du titre, Kuerten en profite pour se reposer à Biarritz comme il le fait depuis quelques années en vue de Roland-Garros qu'il aborde dans la peau du favori à sa propre succession.

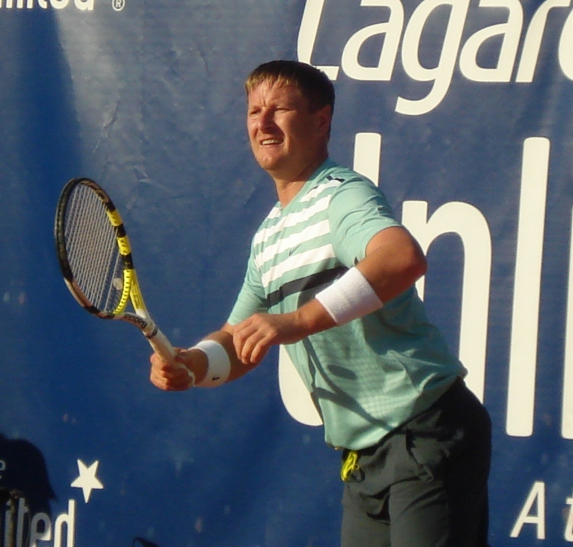
Lors de chacune de ses victoires à Roland-Garros, Gustavo Kuerten a dominé Ievgueni Kafelnikov (ici en 2009) en quarts de finale.

Le Brésilien passe les premiers tours sans grandes difficultés et se retrouve opposé en huitièmes de finale à un modeste Américain, 122e mondial et sorti des qualifications, Michael Russell. Au cours de ce match, l'Américain impeccable en défense parvient à faire déjouer Kuerten. Russell gagne les deux premières manches et s'offre une balle de match à 5-3 dans la troisième que Kuerten parvient à sauver au terme d'un échange tendu de plus de vingt coups où il touche deux fois la ligne. De retour dans le match, Kuerten renverse la situation et remporte la troisième manche au tie-break puis survole les deux manches suivantes (3-6, 4-6, 7-63, 6-3, 6-1). À l'issue du match, Kuerten dessine avec sa raquette un cœur sur la terre battue du court central en guise de remerciements pour le public qui l'a soutenu pendant tout le match. Intouchable durant les tours suivants, il domine à nouveau Ievgueni Kafelnikov (6-1, 3-6, 7-63, 6-4) en quarts de finale (lors de chacune de ses victoires à Roland-Garros, Kuerten bat le Russe en quarts de finale) et Juan Carlos Ferrero (6-4, 6-4, 6-3) avant de remporter son troisième titre à la porte d'Auteuil contre l'Espagnol Àlex Corretja (6-73, 7-5, 6-2, 6-0). Il dessine à nouveau après sa finale victorieuse un cœur sur le court et se couche en plein milieu, déclarant ensuite : « Cet endroit est magique pour moi. Ma première victoire était inattendue, ma deuxième difficile, celle-ci est celle que j'apprécie le plus ». Kuerten est le premier vainqueur du tournoi contraint d'écarter une balle de match durant la quinzaine vingt-cinq ans après l'Italien Adriano Panatta en 1976. Il rejoint Mats Wilander et Ivan Lendl au palmarès des triples vainqueurs à Paris (ils seront rejoints et dépassés quelques années plus tard par Rafael Nadal).

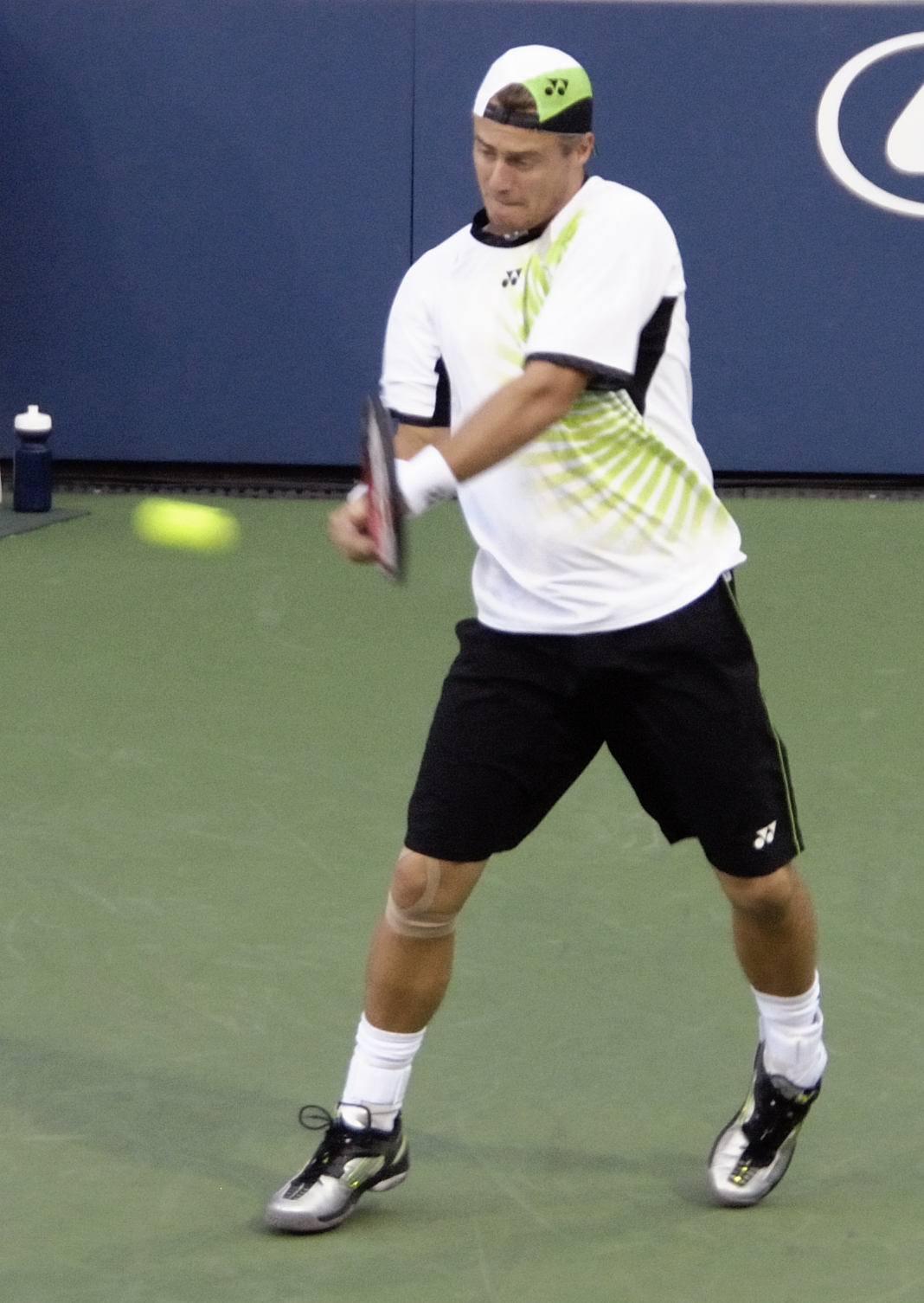
Lleyton Hewitt (ici en 2009) termine la saison 2001 no 1 mondial devant Gustavo Kuerten.

En pleine confiance à l'issue de ce succès en Grand Chelem, Kuerten remporte dans la foulée le tournoi de Stuttgart contre Guillermo Cañas et décide à la suite d'une fatigue excessive de déclarer forfait pour Wimbledon. Il est aussi mécontent du système britannique d'attribution des têtes de série qui désavantage selon lui les spécialistes de terre battue. De retour sur surface dure pour la tournée américaine après trois semaines de repos, le Brésilien impressionne en remportant son premier Masters Series sur une surface autre que la terre battue à Cincinnati où il domine trois joueurs du top 10 mondial (Ievgueni Kafelnikov 6e, Tim Henman 8e et Patrick Rafter 7e). Finaliste la semaine suivante à Indianapolis (défaite sur abandon contre Rafter), Kuerten s'impose comme l'un des principaux favoris de l'US Open. Opposé lors du troisième tour au serveur-volleyeur biélorusse Max Mirnyi qui l'a déjà battu la même année à Hambourg, le Brésilien éprouve toutes les difficultés pour se défaire de Mirnyi en cinq manches après plus de quatre heures de jeu (6-75, 5-7, 7-64, 7-63, 6-2). Il atteint quelques jours plus tard son deuxième quart de finale à Flushing Meadows grâce à une victoire contre Albert Costa dans un match de filière longue mais il arrive très fatigué en quarts de finale, où il est cueilli par son rival russe Ievgueni Kafelnikov en trois manches. Très fatigué physiquement et amoindri par les prémices d'une blessure récurrente à l'aine qui va gâcher sa carrière, la fin de saison de Kuerten s'apparente à un long calvaire. En effet le Brésilien perd cinq matchs sur six disputés et aborde la Masters Cup organisée à Sydney toujours en tête du classement mondial mais talonné au classement par Lleyton Hewitt, vainqueur de l'US Open qui joue à domicile. Kuerten perd ses trois matchs de poule tandis que Hewitt remporte l'épreuve et conquiert la première place mondiale. Le jeune Australien de vingt ans met ainsi fin à quarante-trois semaines de domination au classement technique de Gustavo Kuerten qui termine la saison au deuxième rang mondial : « En cette fin de saison, j'étais un meilleur joueur en tous points par rapport à 2000. Ma technique était aboutie, mon expérience ne pouvait être plus grande mais pour la première fois de ma vie, mon corps n'a pu supporter l'effort que je lui demandais. ».

### 2002-2004: la lente chute émaillée de coups d'éclats
Après un début 2002 très difficile qui le voit perdre au premier tour de l'Open d'Australie, face aux questions incessantes des journalistes quant à son faible niveau du moment, Kuerten explique au cours d'une conférence de presse qu'il a un problème sérieux à la hanche résultant d'une accumulation d'efforts et que cela nécessite une opération : « Je ne suis opérationnel qu'a 60% avec ces douleurs et on ne peut pas gagner dans le circuit si on n'est pas à 100% ». Opéré le 26 février de la hanche droite (l’opération consiste a retirer des morceaux de cartilage détachés de l’articulation), Kuerten effectue après deux mois d'une rééducation compliquée son retour à la compétition à l'occasion du tournoi de Majorque. Il passe deux tours contre Nikolay Davydenko et Magnus Norman avant de se faire éliminer par Gastón Gaudio. Il alterne ensuite par le bon et le moins bon (élimination au second tour à Rome et quart de finale à Hambourg) et arrive à Roland-Garros incapable de défendre son titre. Il parvient non sans mal à passer la première semaine du tournoi en battant notamment le puissant joueur chilien Fernando González et échoue en huitièmes de finale en trois manches face au futur vainqueur de l'épreuve Albert Costa. Enchaînant par des prestations décevantes durant l'été, il aborde l'US Open au-delà des quarante meilleurs joueurs mondiaux et en manque total de confiance. Auteur d'un bon tournoi, Kuerten élimine Marat Safin, alors no 2 mondial, en trois sets et échoue en quatre manches accrochées contre le Néerlandais Sjeng Schalken en huitièmes de finale. Il confirme son regain de forme par la suite en remportant le tournoi de Costa do Sauípe où il bat Guillermo Coria (6-74, 7-5, 7-62) et atteint la finale à Lyon contre Paul-Henri Mathieu. Kuerten garde espoir pour la suite de sa carrière grâce à ses derniers résultats positifs mais termine une saison difficile au 37e rang mondial.

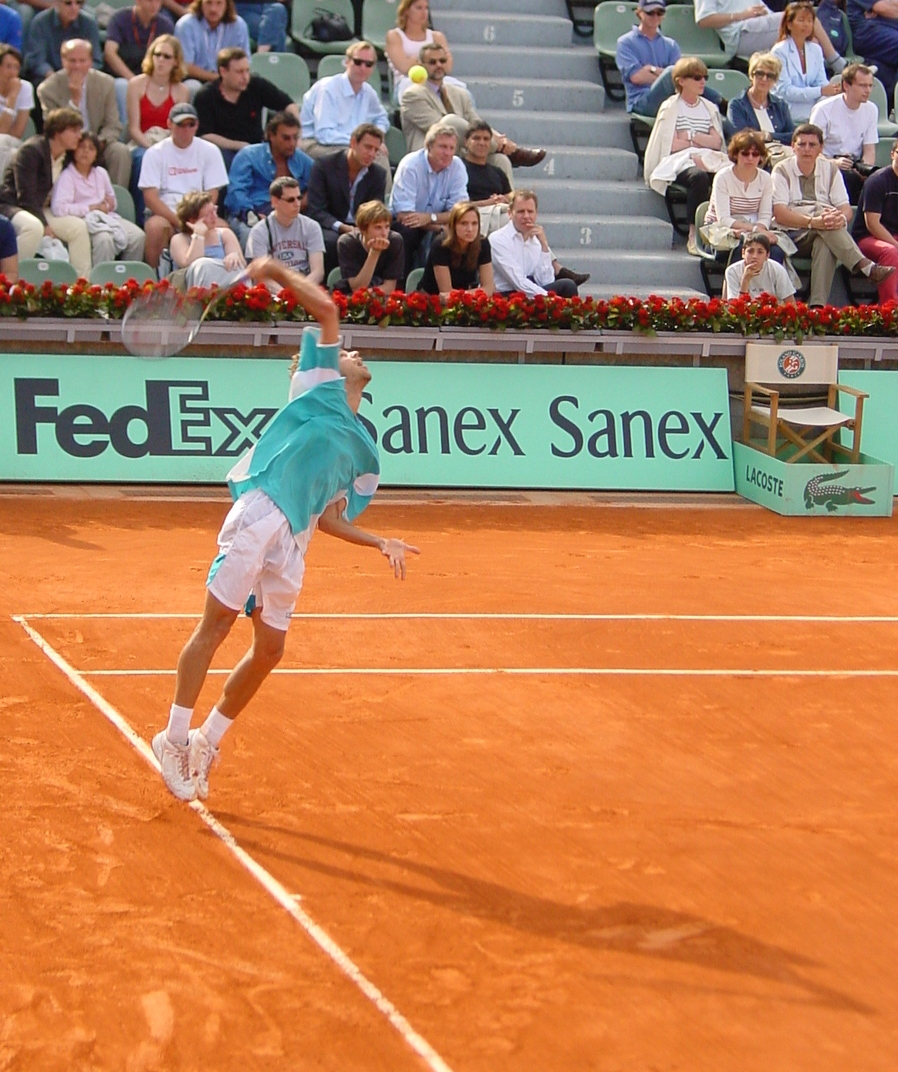
Gustavo Kuerten à Roland-Garros en 2003 durant son huitième de finale contre Tommy Robredo.

En 2003, Kuerten est loin de son meilleur niveau mais il réalise une meilleure saison que la précédente. Il s'impose dès le début de saison à Auckland contre le Slovaque Dominik Hrbatý et poursuit après son élimination au second tour de l'Open d'Australie par des bonnes performances au cours des tournois sur terre battue sud-américaine (demi-finales à Buenos Aires et à Acapulco). Il surprend lors du Masters Series d'Indian Wells au cours duquel il élimine le no 4 mondial Roger Federer et est dominé en finale par le no 1 mondial Lleyton Hewitt. Cette performance qui le place parmi les rares joueurs ayant disputé la finale des quatre Masters Series américains sur dur lui permet de reprendre sa place dans les vingt premiers joueurs mondiaux à la quinzième place. Auteur d'une saison mitigée sur terre battue européenne, Kuerten réalise un bon parcours à Roland-Garros où il bat de bons spécialistes de la surface mais ne peut rien faire en huitièmes de finale contre le jeune Espagnol Tommy Robredo. Il enchaîne par une tournée américaine difficile conclue par une défaite au premier tour de l'US Open contre le Russe Dmitri Toursounov avant de remporter en fin de saison un nouveau tournoi à Saint-Petersbourg contre l'Arménien Sargis Sargsian. Le Brésilien conclut sa neuvième saison professionnelle au 16e rang mondial.
Kuerten qui se ressent de ses douleurs récurrentes à la hanche joue peu en 2004 ce qui ne l'empêche pas d'être efficace. Il réalise sa meilleure performance à l'Open d'Australie en atteignant le troisième tour (battu par le Thailandais Paradorn Srichaphan) et atteint la finale du tournoi de Santiago avant de remporter le tournoi à Costa do Sol au Brésil, en battant en finale l'Argentin Agustín Calleri (3-6, 6-2, 6-3). Décevant par la suite sur les Masters Series américains sur dur et au cours de la tournée européenne sur terre battue, Kuerten se signale surtout cette année-là en réalisant un très bon Roland-Garros. Très à l'aise sur la terre battue très lourde en 2004 qui lui permet de bénéficier de plus de temps pour préparer son jeu d'attaque du fond de court, le Brésilien survole son troisième tour contre le no 1 mondial et favori du tournoi Roger Federer (6-4, 6-4, 6-4) : « J'ai appelé cette victoire contre Federer Saci-Pererê car elle fut acquise sur une jambe » et ne cède qu'en quarts de finale au terme d'une rencontre très accrochée contre l'Argentin David Nalbandian (2-6, 6-3, 4-6, 6-76). Peu performant par la suite en raison de douleurs incessantes, Kuerten se résout à une nouvelle opération chirurgicale de la hanche droite à la suite d'une nouvelle contre-performance au premier tour de l'US Open. Cette opération consiste à reconstruire le cartilage enlevé durant la première opération de 2002.

### 2005-2008: retour dans l'anonymat et les adieux à Roland-Garros
Après une longue rééducation de six mois marquée par la séparation avec son entraîneur de toujours Larri Passos, et désormais 88e mondial au classement ATP, Kuerten ne parvient pas en 2005 à retrouver son niveau. De retour en avril, il ne dispute que neuf tournois au cours de l'année. Éliminé au premier tour de Roland-Garros, il enchaîne les défaites au premier tour et présente en fin de saison pour la première fois de sa carrière un bilan négatif de dix défaites pour seulement six victoires. Classé 297e joueur mondial, Kuerten conclut sa saison en participant à un tournoi exhibition relevé à Copacabana où devant 3 000 supporters, il impose son jeu et bat en finale l'Argentin Mariano Puerta finaliste à Roland-Garros. Cette victoire permet au Brésilien de retrouver le moral et de l'ambition en vue de la prochaine saison qu'il compte terminer parmi les cinquante meilleurs joueurs mondiaux.

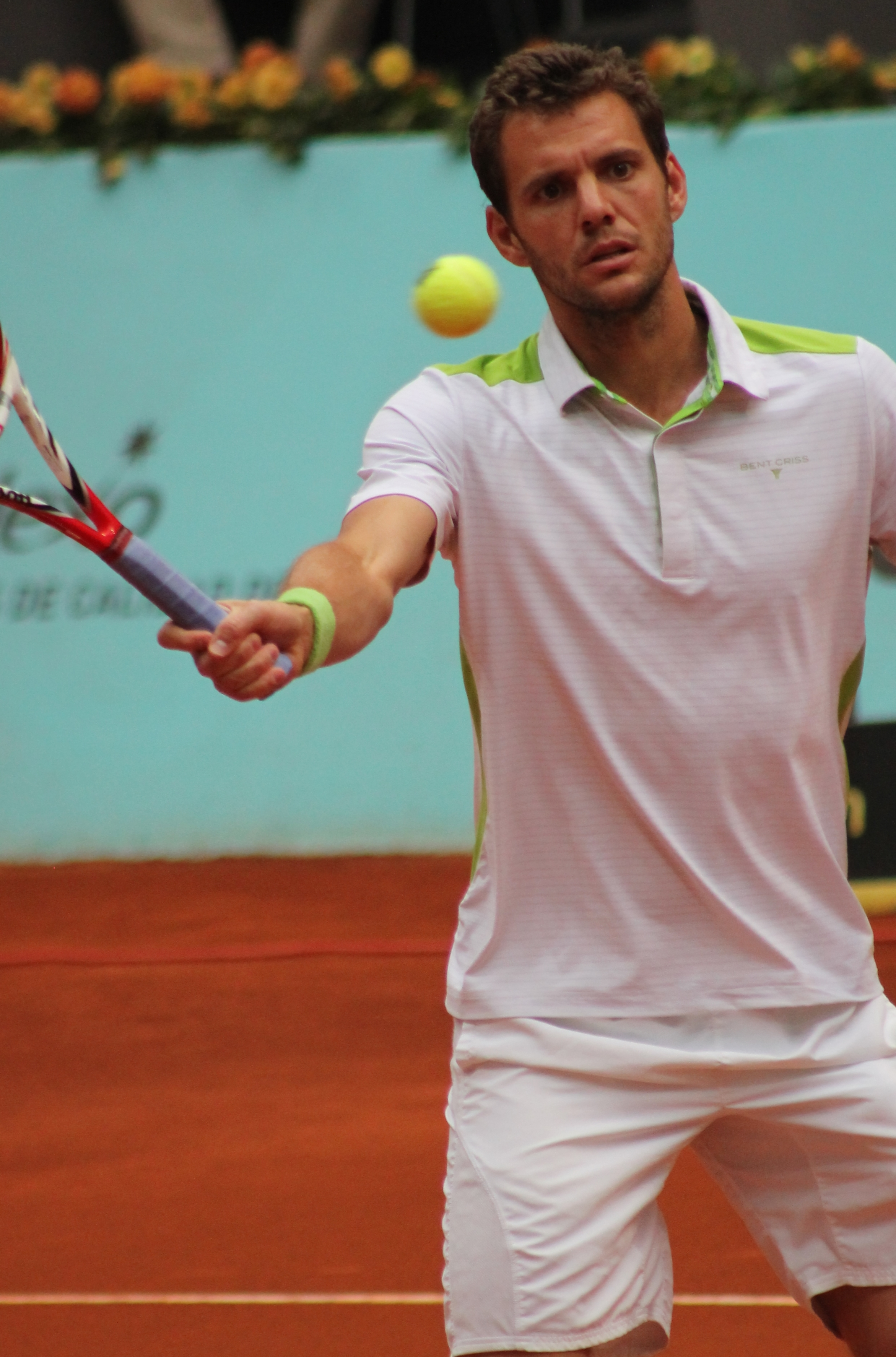
Paul-Henri Mathieu (ici en 2014) domine Gustavo Kuerten pour son dernier match en simple à Roland-Garros.

Début 2006, Kuerten passe deux mois aux États-Unis à Vail afin de solidifier sa hanche droite encore très fragile. En février, il annonce qu'il mettra un terme à sa carrière s'il ne retrouve pas son meilleur niveau d'ici la fin de l'année. Âgé de 29 ans, il n'a jamais totalement retrouvé le jeu qui lui avait fait remporter Roland-Garros à trois reprises. Il pointe à la 300e place mondiale et annonce le 8 mai 2006 qu'il renonce à participer au tournoi de Roland-Garros. Il reste cependant déterminé à revenir sur le circuit et à ce titre, il engage le préparateur physique qui avait permis au footballeur Ronaldo de revenir à son meilleur niveau après sa blessure au genou. Début octobre, Kuerten et son entraîneur Larri Passos s'associent à nouveau après deux ans de rupture. Le Brésilien revient finalement à la compétition en novembre, dans le tournoi Challenger d'Asuncion, mais il est éliminé au premier tour.
Durant la saison 2007, Kuerten est classé au-delà de la 1000e place mondiale et ne franchit que rarement le premier tour des tournois auxquels il participe. Auteur de quelques bonnes victoires sur des joueurs classés dans le top 100 comme Albert Montañés et Filippo Volandri, les organisateurs des Masters Series de Indian Wells et de Key Biscayne consentent à lui offrir une invitation, mais il perd sèchement au premier tour contre Juan Martín del Potro et Raemon Sluiter. Le Brésilien ne dispute plus aucun tournoi au cours de la saison.

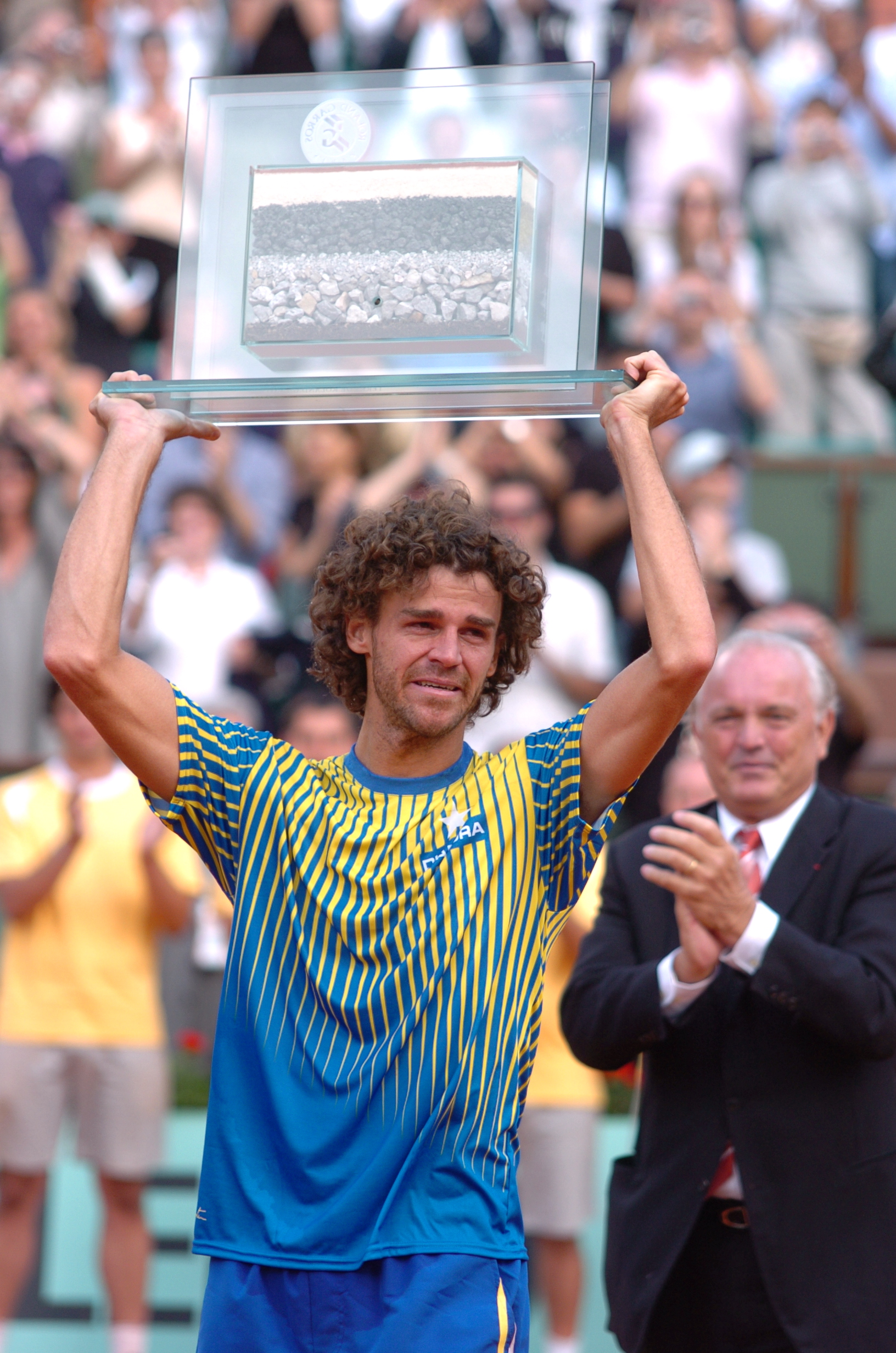
Gustavo Kuerten reçoit un trophée symbolique à l'issue du dernier match de sa carrière, le 25 mai 2008 à Roland-Garros.

Début 2008, il fait ses adieux durant l'Open du Brésil aux fans de son pays, à la suite d'une défaite au premier tour contre Carlos Berlocq. Il déclare à l'issue du match, en larmes : « J'ai aimé ce sport et il m'a offert les moments les plus intenses de ma vie ». Il est également battu par Sébastien Grosjean à Miami en mars (6-1, 7-5). Gustavo Kuerten met un terme à sa carrière internationale à l'issue du tournoi qui l'aura révélé en 1997, celui de son cœur : les Internationaux de France de Roland-Garros. Le 25 mai 2008 il perd en simple contre le Français Paul-Henri Mathieu (6-3, 6-4, 6-2). Pour son dernier match, le public parisien lui rend un hommage très solennel, avec une standing ovation. Il reçoit par ailleurs les honneurs de Roland-Garros, avec la remise d'un symbolique trophée de terre battue. Par la suite, il perd en double dès le premier tour, associé à Sébastien Grosjean, pour ce qui restera son dernier match professionnel.

## L'après-carrière
Depuis sa retraite, Gustavo Kuerten vit toujours avec sa compagne et ses deux enfants dans sa ville natale de Florianópolis où il s'occupe régulièrement des affaires de l'Instituto Guga Kuerten qu'il a fondé en 2000 avec ses proches. « Je m'occupe de mon association, travaille beaucoup sur cette cause : aider les enfants pauvres au Brésil représente aujourd'hui 70 % de mon temps ». Il est admis en février 2009 dans la section arts dramatiques de l'Université fédérale de Santa Catarina.

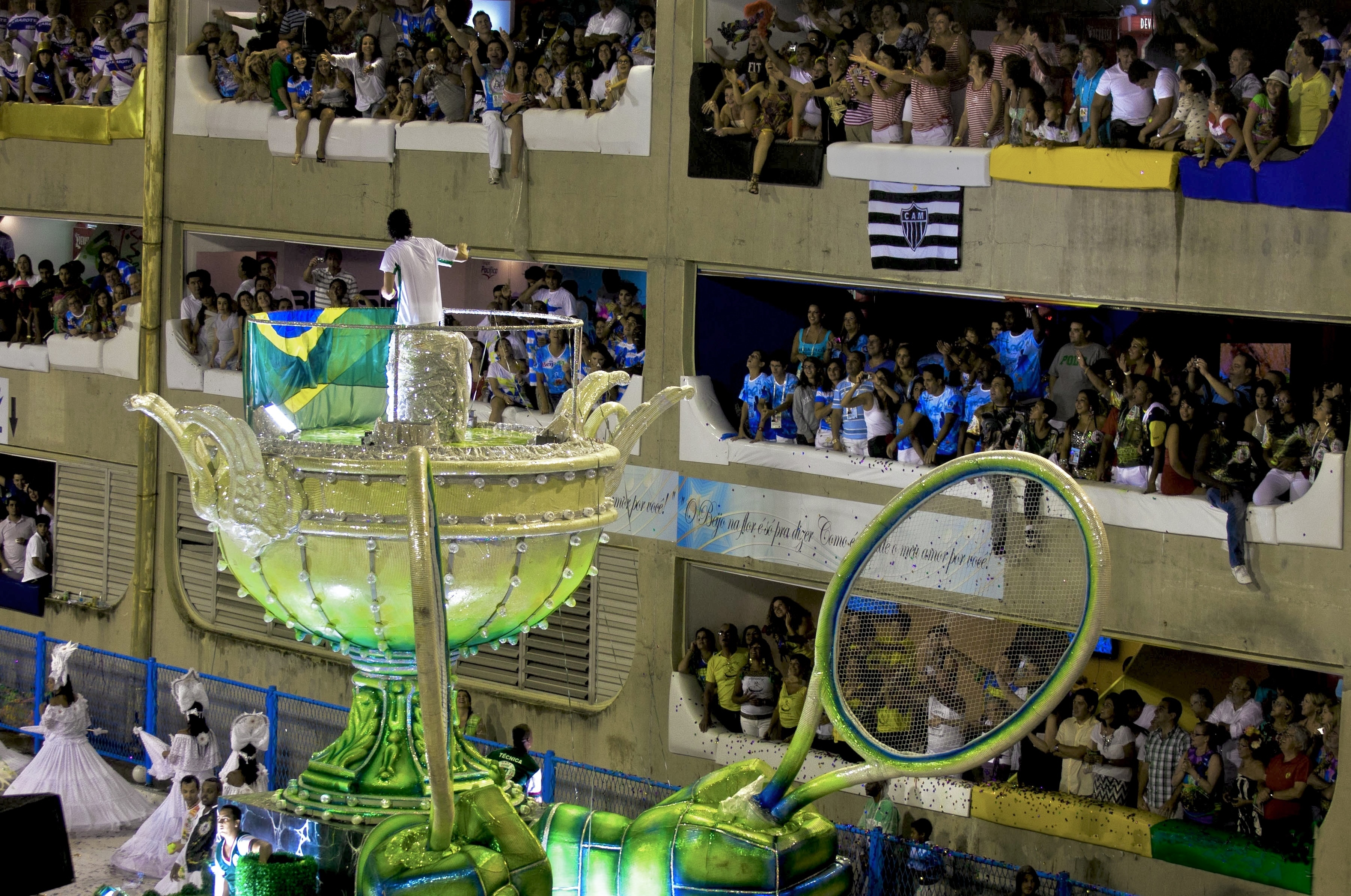
Gustavo Kuerten en 2011 lors du Carnaval de Rio.

Souvent sollicité pour des matchs d'exhibition qui l'opposent le plus souvent à des anciens rivaux comme Sergi Bruguera en 2009, Carlos Moyà en 2010 ou Ievgueni Kafelnikov en 2011, il participe le 17 novembre 2012 à un match « l'ancien contre le nouveau » qui l'oppose au no 1 mondial serbe Novak Djokovic dans l'enceinte du complexe Maracanãzinho devant près de 10 000 spectateurs. Si Kuerten l'emporte, le match restera surtout marqué par les facéties des deux hommes et les imitations nombreuses de Kuerten effectuées par Djokovic.
En 2011, Kuerten est l'invité d'honneur du Carnaval de Rio. Il défile dans un char représentant la Coupe des Mousquetaires et deux bras qui tiennent une raquette.
Le Comité olympique du Brésil nomme Kuerten parmi les dix-neuf anciens sportifs membres du Conseil des sports chargés d’aider le Comité Rio 2016 à la prise des décisions liées aux installations sportives ainsi qu’au village olympique et paralympique. L'action des membres de ce conseil inclut également la diffusion des idéaux des Jeux au Brésil et dans le monde, . Lors de la cérémonie d'ouverture des Jeux olympiques de Rio de Janeiro, Kuerten figure parmi les trois derniers porteurs de la flamme olympique et effectue l'entrée dans l'enceinte du Maracanã avant de passer le relais à la championne de basket-ball Hortência Marcari et au marathonien Vanderlei de Lima qui allume finalement la vasque olympique.
Parallèlement à ses actions, Kuerten s'adonne à ses passions que sont la pratique du surf dans les plages de Florianópolis ainsi que la musique et le poker. Il a notamment participé à certaines étapes du Latin American Poker Tour.

## Une carrière gâchée par les blessures
Kuerten souffre durant la majeure partie de sa carrière de blessures qui ont gâché son évolution au plus haut niveau. Il souffre d'une pathologie très difficile à traiter nommée le « conflit de la hanche ». Selon le préparateur physique de la fédération française de tennis Paul Quétin : « Dans le cas de la pratique du tennis à haut niveau, il y a des contraintes musculaires et articulaires énormes chez le joueur. Les joueurs sont plus puissants, plus rapides alors les impacts et freinages sont importants et les changements de surface sont terribles surtout sur dur avec les blocages et les appuis ouverts surtout en coup droit ont aggravé le mal. Les appuis ouverts font gagner de la puissance dans un système d'élastique et Kuerten a poussé ça au maximum ». Selon de nombreux experts, les athlètes victimes du problème que rencontre Kuerten peinent à retrouver un niveau de performance maximal dans leur activité sportive.
Le problème de la hanche droite de Kuerten est diagnostiqué pour la première fois en mars 2001. Il s'agit d'une inflammation du labrum, qui est un fibrocartilage couvrant l'avant de l'articulation de la hanche. Dans un premier temps, afin de ne pas gâcher la saison, Kuerten est traité par thérapie physique et parvient à remporter son troisième Roland-Garros malgré des douleurs importantes.
Sans autre solution possible que l'intervention chirurgicale, Kuerten subit le 26 février 2002 une arthroscopie par le docteur Thomas Byrd à l'hôpital baptiste de Nashville qui vise à éliminer tout le cartilage usé. C'est une opération considérée à l'époque comme un succès. De retour sur les courts en avril 2002, les performances de Kuerten sont largement en dessous de son potentiel et il se résout en septembre 2004 à une deuxième chirurgie cette fois-ci reconstructive. « En 2002, le corps médical s'y connaissait peu en matière de chirurgie de la hanche et l'opération en vogue était inappropriée. Ils ont enlevé tout le cartilage qui ne fonctionnait pas mais ce qui ne fonctionne pas s'avère nécessaire pour l'articulation ». Le médecin responsable de l'opération Marc Philippon réalise une intervention qui porte sur l'os qui bloque le mouvement de la hanche et provoque les douleurs.
Durant sa convalescence qui dure plus de six mois, Kuerten voit Magnus Norman, l'un de ses principaux rivaux, victime lui aussi de problèmes similaires à la hanche, mettre fin à sa carrière à 28 ans. « J'ai compris à ce moment-là qu'il me serait difficile de revenir au plus haut niveau ».
De retour sur le circuit, les résultats de Kuerten vont empirant. Sur les trente matchs disputés entre 2005 et 2007, le Brésilien en perd vingt-deux. Pour cette raison, Kuerten décide que la saison 2008 sera sa dernière sur le plan professionnel et il effectue ses adieux à Roland-Garros.
De l'avis de nombreux observateurs dont l'ancien no 1 mondial américain Jim Courier, les blessures de Kuerten sont aggravées par le calendrier très chargé. « Malheureusement les lésions ne sont pas rares dans le tennis. Ce sport est de plus en plus violent pour le corps et le calendrier est trop surchargé. Tous les sports majeurs protègent leurs étoiles sauf le tennis ». Un avis que Kuerten partage : « Avant que les joueurs ne s'adaptent à l'évolution du calendrier dans ma période, la carrière de certains en a sérieusement pâti. On nous demandait un effort surhumain avec cette série de tournois étalée sur onze mois dont les finales se jouaient au meilleur des cinq sets et sans période de repos adaptée. Le joueur qui voulait progresser au classement n'avait pas le choix et devait s'imposer ce marathon. Le corps n'a pas suivi comme le prouvent les cas de Marcelo Ríos, Marat Safin, Magnus Norman et une dizaine d'autres dont je fais partie. Nos carrières se sont achevées plus tôt que prévu à la suite des lésions provoquées par la fatigue ».
Kuerten subit en 2013, alors qu'il est à la retraite, une nouvelle intervention chirurgicale au cours de laquelle lui est implanté une prothèse avec une surface de frottement en céramique et en titane. Le médecin chargé de l'opération Richard Canella indique : « les contrôles radiographiques montrent que la chirurgie de la hanche droite a été un succès. Dans six mois, Gustavo Kuerten pourra retrouver les courts de tennis et pratiquer une activité physique plus soutenue, le but étant qu'il ne souffre plus et puisse continuer à pratiquer sa passion pour le plaisir »,.

## Style de jeu
Malgré les blessures qui gâchent probablement la meilleure partie de sa carrière, Gustavo Kuerten révolutionne le jeu sur terre battue par la variété de ses coups et son intelligence tactique dans une période où les joueurs surnommés « Crocodiles de terre battue » font généralement la loi.
Malgré un physique que d'aucuns peuvent considérer un peu frêle au départ, Gustavo Kuerten n'en est pas moins un attaquant de fond de court assez puissant et agressif capable de maîtriser aussi bien le coup à plat que le lift, que ce soit en coup droit ou en revers. « J'avais assisté à la finale de Roland-Garros en 1993 qui opposait Courier qui symbolisait la puissance à Bruguera qui était le maître des balles avec effet. Je me suis demandé comment se comporterait un joueur qui réussirait à allier les deux ? Nous avons commencé ensuite avec Larri Passos à travailler cette combinaison ». Ne rechignant pas à attaquer le filet ou bien à user de l'amortie quand l'adversaire reste loin derrière sa ligne de fond de court, la stratégie de Kuerten consiste le plus souvent à laisser le moins de temps de préparation possible à son adversaire, , mais son endurance lui permet aussi de gérer et surtout d'enchaîner les matchs au long cours comme en témoigne sa victoire à Roland-Garros en 1997 au cours duquel il remporte trois matchs en cinq manches avant de remporter le trophée sans difficulté.
Sa grande taille combinée à sa qualité de déplacement lui permet en outre de ne pas être gêné par le lift très haut et agressif des purs spécialistes de la terre battue et cela se traduit d'ailleurs par un bilan positif contre tous les grands spécialistes de ce type de jeu dont il est le contemporain tels qu'Àlex Corretja, Juan Carlos Ferrero, Thomas Muster ou Albert Costa. Cependant, Kuerten peut être sérieusement gêné sur terre par des joueurs plus puissants qui frappent à plat comme Ievgueni Kafelnikov, Marat Safin, Magnus Norman ou Andreï Medvedev qui lui posent souvent des problèmes qu'il compense par sa qualité de retour et l'efficacité de son jeu défensif. Reconnu pour sa faculté d'adaptation au style de jeu de son adversaire quel qu'il soit, Kuerten domine la terre battue de la fin des années 1990 au début des années 2000.
Ne cataloguer Kuerten qu'à sa qualité sur terre battue est injuste car le Brésilien réussit avec l'expérience à faire évoluer son jeu sur surfaces rapides. Il y gagne des tournois importants avant que les blessures ne ternissent cette progression. Malgré des armes comme le service et la volée qui auraient pu laisser imaginer de belles performances sur gazon, Kuerten ne parvient jamais à trouver la solution sur cette surface qu'il considère trop rapide pour son jeu et sa préparation très ample en coup droit et en revers.
Il est difficile de comparer les périodes mais nombreux sont les observateurs qui regrettent de ne pas avoir vu Gustavo Kuerten s'opposer à Rafael Nadal sur terre battue. Ievgueni Kafelnikov, l'un des plus importants rivaux de Kuerten qui déclare en 2001 qu'il considère le Brésilien comme « le Picasso du tennis, qui sait tout faire avec sa raquette », est même convaincu que le Brésilien avait toutes les armes pour battre Nadal sur terre battue. « Guga est le meilleur de sa génération. Pour l'avoir joué dans ses grandes années et surtout en 2001, je pense qu'il est plus complet que Nadal et que si les deux s'étaient confronté à leur meilleur niveau, c'est Kuerten qui aurait gagné ».

### Service

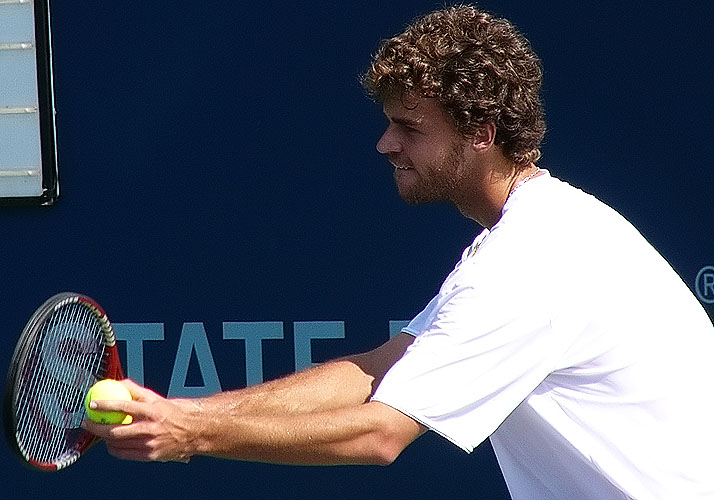
Gustavo Kuerten au service.

Doté d'une très bonne première balle de service qui lui permet de gagner des points faciles ou de mettre en difficulté le retourneur, Kuerten privilégie plutôt la zone à la puissance. Il est donc rare de le voir dépasser les 200 km/h mais il n'est pas rare de le voir figurer en bonne position au classement des meilleurs serveurs en fin de saison comme en témoigne la saison 2000 où il termine en troisième position au niveau des aces avec 742 réalisations soit une moyenne de 9,9 aces par match. En 2001, il termine en deuxième position avec 683 aces servis durant la saison.
En deuxième balle, le Brésilien applique le plus souvent un effet kické qui permet régulièrement de garder l'adversaire loin derrière sa ligne au retour, favorisant la suite de l'échange pour Kuerten. Ce service constitue une arme redoutable sur terre battue. Au cours de ses meilleures saisons, Kuerten possède avec plus de 80 % l'un des meilleurs taux de services remportés.

### Coup droit

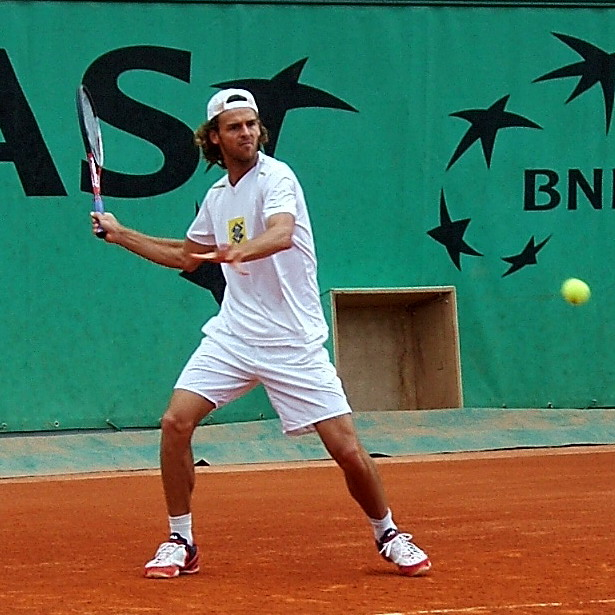
Préparation au coup droit de Gustavo Kuerten à l'entraînement en 2005 durant Roland-Garros.

S'il n'est pas aussi réputé que son revers, le coup droit de Kuerten n'en reste pas moins la base de son jeu. Frappé en prise très fermée avec une position très ouverte et beaucoup de fluidité, le coup droit du Brésilien lui permet la plupart du temps de distribuer de façon agressive avec un effet important mais raisonnable sur terre battue. Kuerten a la faculté d'appliquer une prise moins fermée sur surfaces rapides favorisant une frappe plus à plat qui lui permet de réussir en dehors de la terre battue.
Beaucoup de spécialistes estiment que le coup droit de Kuerten qui implique une rotation du bassin qui charge beaucoup sur la jambe et la hanche droites est l'une des principales causes des blessures qui mettent un terme à sa carrière. De nombreux spécialistes de terre battue à cette période utilisant une technique à peu près similaire en coup droit et rencontrent le même type de problèmes physiques que Kuerten.
Après sa première opération de la hanche qui consiste à lui retirer une partie de cartilage usée, ce coup droit qui était un vrai point fort du Brésilien perd toute son efficacité et précipite son déclin.

### Revers

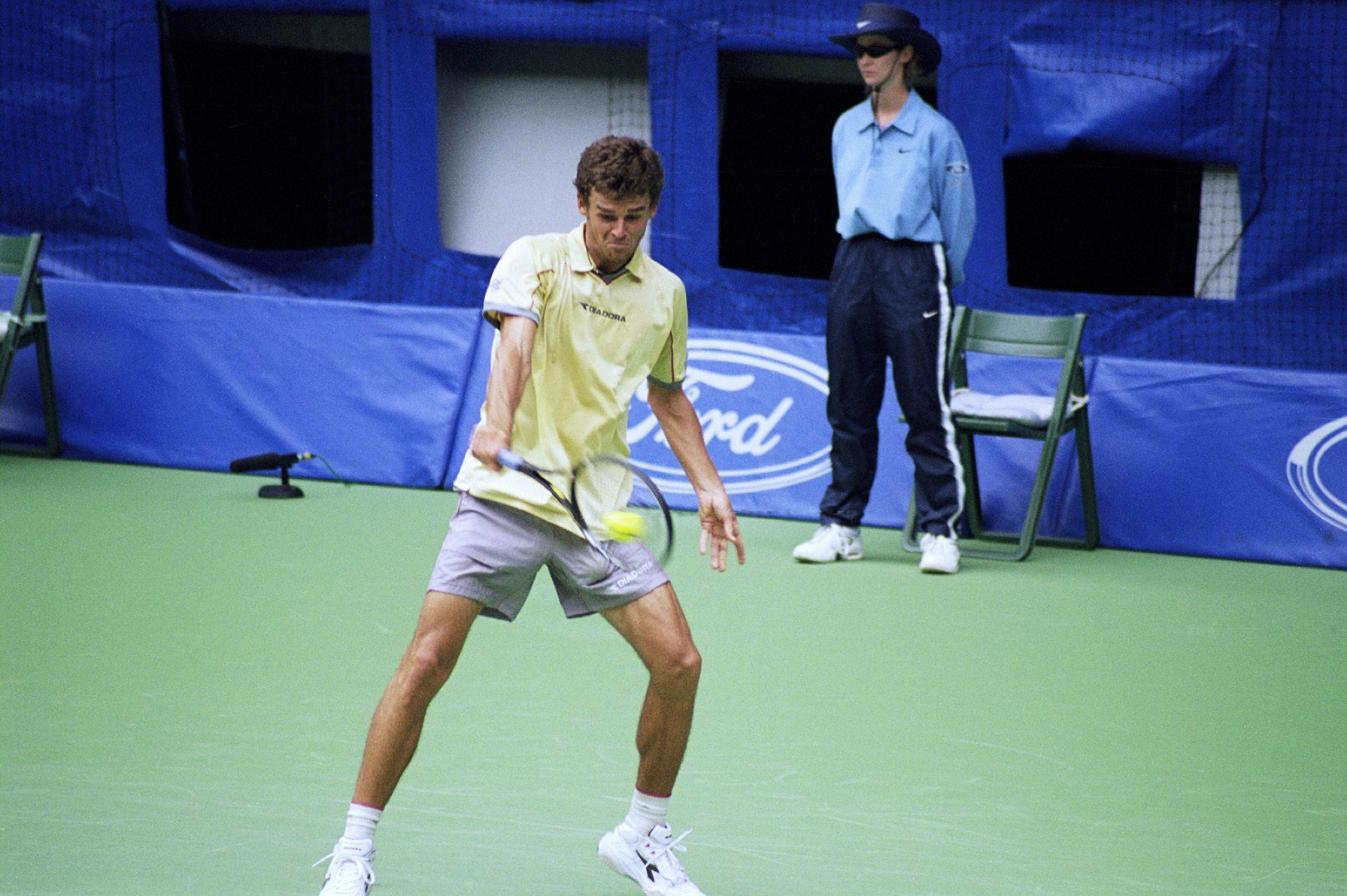
Revers de Gustavo Kuerten durant l'Open d'Australie 2001.

Kuerten joue longtemps son revers à deux mains et ce n'est qu'à l'âge de quatorze ans que Larri Passos, son entraîneur, l'oblige à travailler le geste à une main dans l'objectif de devenir encore plus efficace sur terre battue. Il faut d'ailleurs plusieurs années au Brésilien pour s'adapter à ce changement fondamental de son jeu. Une fois réglé, son revers à une main devient la principale arme de son jeu. La faculté du Brésilien à lifter son coup et à repousser l'adversaire loin de sa ligne dans un geste très personnel et relâché en prise fermée marqué d'une grande amplitude et élégance n'a aucun égal et lui permet de faire la différence sur terre battue.
L'une des plus grandes qualités du revers à une main de Kuerten est aussi qu'il peut le frapper de manière agressive sur les balles hautes alors qu'en général les joueurs qui pratiquent ce revers ont une faiblesse à ce niveau là. Le Brésilien décoche souvent un revers gagnant, que ce soit long de ligne ou croisé sur une balle liftée dont le coup vise initialement à le neutraliser.
Le revers à une main de Kuerten est encore considéré par de nombreux observateurs comme le meilleur jamais vu sur terre battue. « Il avait cette façon de frapper très fort, avec une balle très bombée qui gênait considérablement le joueur en face », se souvient Patrice Hagelauer. « La balle était aussi frappée assez tard, ce qui en rendait sa lecture d’autant plus difficile ».

### Volée
La volée de Kuerten n'est certes pas son point fort mais il n'en est pas moins un joueur très adroit dans ce secteur. N'hésitant pas à monter régulièrement conclure un échange à la volée face à un adversaire trop défensif, cette habileté au filet du Brésilien est un autre paramètre qui le démarque des joueurs de terre battue classiques de l'époque qui montent rarement.

### Mental
Le mental de Kuerten est l'une de ses principales qualités. Très combatif, le Brésilien parvient souvent à se sortir de situations difficiles. Son bilan sur les matchs en cinq manches (quinze victoires sur vingt-deux matchs) est largement positif avant 2002. Kuerten parvient à deux reprises à remonter un écart de deux manches en 2001 lors de son huitième de finale à Roland-Garros contre Michael Russell et à l'US Open la même année contre Max Mirnyi.

## Équipements et sponsors
Kuerten a joué tout au long de sa carrière avec des raquettes de la marque américaine Head de modèle iPrestige. Avec cette raquette, Kuerten fut le premier joueur en 1997, avec Albert Costa, à utiliser le cordage synthétique Luxilon favorisant la puissance qui a révolutionné la pratique du tennis professionnel à la fin des années 1990. Ce cordage est d'ailleurs utilisé maintenant par la plupart des joueurs du circuit,.
Sur le plan vestimentaire, Kuerten a, durant la majeure partie de sa carrière, été équipé par la marque italienne Diadora qui, très implantée dans le marché sud-américain, recherchait des jeunes sportifs originaires du continent à fort potentiel afin de promouvoir leurs produits. Fort de ses résultats en junior et grâce à l'aide de son agent de l'époque, Kuerten signa un contrat d'exclusivité avec la marque dès son passage chez les professionnels en 1995. Le début du partenariat fut compliqué étant donné le manque de notoriété de Kuerten et en 1997, lors des Internationaux de France qu'il remporta, Kuerten fit forte impression en se présentant sur les courts de la porte d'Auteuil avec des tenues bariolées qui, si elles étaient au goût du public, l'étaient moins au sein d'une institution très conventionnelle à l'époque. Par la suite, Kuerten devint le sportif no 1 de la marque qu'il quitta une courte durée en 2004 pour la marque Olympikus avant de re-signer une exclusivité avec la marque de ses débuts.

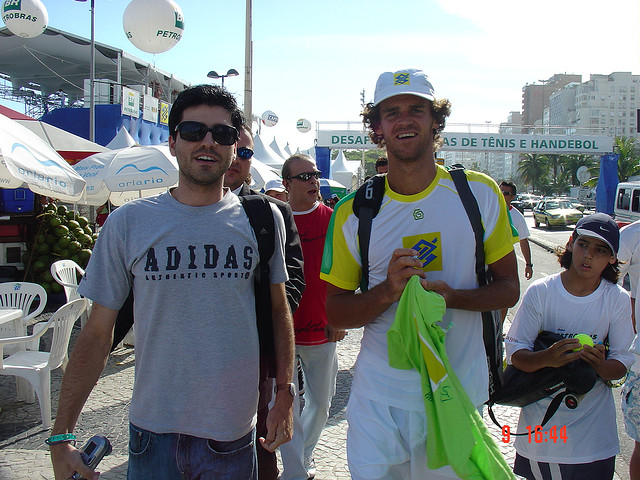
Kuerten avec des vêtements floqués du logo de la Banco do Brasil, l'un de ses principaux sponsors.

Gustavo Kuerten a aussi été suivi par de nombreux sponsors brésiliens qui n'ont pas forcément un lien avec le sport dont les plus importants sont la Banco do Brasil (logo régulièrement placé sur sa manche droite), Banco Real, Banco Itaú, les boissons Kuat ou encore le site Globo.com.
Au cours de l'année 2000, la firme américaine Nike, leader mondial des articles de sport, propose à Kuerten de devenir l'un de ses sportifs vedettes. « C'était un rêve d'enfant d'arborer le symbole Nike mais j'ai préféré renoncer à ce contrat. Ils voulaient l'exclusivité et je ne voulais pas troquer trois marques brésiliennes contre une marque étrangère ».
Malgré son éloignement des courts, Kuerten intéresse toujours de nombreuses marques qui sont conscientes de son aura en Amérique du Sud. Parallèlement à ses actions pour différentes enseignes brésiliennes, il a signé différents contrats de parrainage avec les marques françaises Lacoste (pour les vêtements) et Peugeot (pour des publicités télévisées) ainsi qu'avec la marque suisse Hublot. Le Brésilien possède aussi depuis 2012 sa propre ligne de vêtements et de lunettes floquée « Guga Kuerten Seduction ».

## Empreinte laissée par Gustavo Kuerten
Joueur très populaire en raison de son style de jeu, de son allure décontractée et de sa personnalité chaleureuse, Gustavo Kuerten a laissé une image très positive sur et en dehors du circuit. Trois victoires à Roland-Garros ont laissé une empreinte solide auprès du public français qui perdure depuis. Preuve de sa popularité, en 2000 lors des ATP Awards, le Brésilien est élu « Joueur préféré des fans » à la suite d'un vote internet en plus du titre de joueur de l'année.
Au Brésil, l'aura que dégage « Guga » dépasse le simple cadre du tennis. Œuvrant pour de nombreuses actions caritatives, il fonde en 2000 avec ses proches l'Instituto Guga Kuerten une structure qui aide les enfants handicapés et issus d'un milieu défavorisé à pratiquer le tennis et d'autres activités sportives.
Il est en outre l'une des rares personnalités sportives qui a remporté la récompense de « Sportif brésilien de l'année » (à trois reprises en 1997, 2000 et 2001) dans un pays où le football dépasse tous les sports en termes de popularité et de visibilité médiatique. Il a aussi remporté à trois reprises en 1999, 2000 et 2001 le Prêmio Brasil Olímpico, l'une des plus importantes récompenses pour un athlète brésilien décernée par le Comité olympique brésilien.
Kuerten obtient la reconnaissance du monde du tennis en étant intronisé le 14 juillet 2012 au Temple de la renommée du tennis international. Il est le deuxième joueur de tennis brésilien à recevoir cet honneur après Maria Bueno intronisée en 1978. Pour avoir contribué à faire grandir le tennis, Kuerten reçoit en 2010 le Prix Philippe Chatrier considéré comme la plus haute distinction que les joueurs de tennis peuvent recevoir, accordé par la Fédération internationale de tennis.
En 2005, les journalistes américains de Tennis Magazine classent Gustavo Kuerten au 37e rang des « Quarante plus grands champions de tennis de ces quarante dernières années » (hommes et femmes confondus), après Jennifer Capriati (36e) et avant Virginia Wade (38e).

## Palmarès
Avec vingt titres remportés entre 1997 et 2004 sur vingt-neuf finales disputées (soit un pourcentage de réussite de près de 69 %), Gustavo Kuerten est, au moment de sa carrière, le deuxième joueur sud-américain le plus titré sur le circuit professionnel depuis l'ère Open derrière l'Argentin Guillermo Vilas (62 titres) ; il a ensuite été dépassé par un autre Argentin, Juan Martín del Potro (22 titres).
Ses titres ont été remportés dans treize pays différents : Allemagne (3), France (3), Brésil (2), États-Unis (2), Monaco (2), Argentine, Chili, Espagne, Italie, Mexique, Nouvelle-Zélande, Portugal et Russie. Il s'est imposé sur trois surfaces distinctes : terre battue (15), dur extérieur (3) et indoor (2).
En double et le plus souvent en équipe avec Fernando Meligeni, Kuerten a remporté huit titres, tous sur terre battue à l'exception d'Adélaïde sur dur extérieur.
Tout au long de sa carrière, Kuerten a réussi à amasser une somme de 14 807 000 $ en gains de tournois.

### En simple messieurs
| 20 titres en simple | 3 G. Chelem | 3 G. Chelem | 3 G. Chelem | 3 G. Chelem | 1 Masters | 1 Masters | 1 Masters   | 1 Masters   | 5 Masters 1000 | 5 Masters 1000 | 5 Masters 1000 | 5 Masters 1000 | 4 ATP 500           | 4 ATP 500           | 4 ATP 500           | 4 ATP 500           | 7 ATP 250           | 7 ATP 250           | 7 ATP 250      | 7 ATP 250      | 0 JO           | 0 JO           | 0 JO           | 0 JO           |
| 20 titres en simple | 6 sur dur   | 6 sur dur   | 6 sur dur   | 6 sur dur   | 6 sur dur | 6 sur dur | 0 sur gazon | 0 sur gazon | 0 sur gazon    | 0 sur gazon    | 0 sur gazon    | 0 sur gazon    | 14 sur terre battue | 14 sur terre battue | 14 sur terre battue | 14 sur terre battue | 14 sur terre battue | 14 sur terre battue | 0 sur moquette | 0 sur moquette | 0 sur moquette | 0 sur moquette | 0 sur moquette | 0 sur moquette |

## Distinctions
Gustavo Kuerten a reçu de nombreuses récompenses durant et après sa carrière pour ses résultats sportifs, sa personnalité ainsi que son engagement très fort dans le monde caritatif.

### Décernées par l'ATP Tour
- Prix Joueur de l'année en 2000 par l'ATP lors des ATP Awards (2e place en 2001) ;
- Prix Arthur Ashe (humanitaire de l'année) en 2003 par l'ATP lors des ATP Awards ;
- Prix Favoris des Fans ATPTennis.com en 2000 par l'ATP lors des ATP Awards ;

### Décernées par la Fédération Internationale de Tennis
- Distinction ITF World Champion en 2000[Note 7]
- Prix Philippe Chatrier (pour l'ensemble de sa carrière et son implication dans le mouvement caritatif) en 2010 lors du « Dîner des champions du monde » ;
- Prix Davis Cup Commitment Awards (pour son implication en Coupe Davis) en 2014 en marge de la rencontre de barrage entre le Brésil et l'Espagne[118] ;

### Autres
- Premier joueur de tennis brésilien à recevoir la Croix du mérite sportif (pour l'ensemble de sa carrière) en 2010 des mains du premier ministre[119]
- Prix Sportif brésilien de l'année en 1997, 2000 et 2001 ;
- Prix Prêmio Brasil Olímpico Best Men Athlete Of The Year en 1999, 2000 et 2001 par le Comité olympique du Brésil lors des Prêmio Brasil Olímpico Awards[120] ;
- Prix Adhemar Ferreira da Silva (pour l'ensemble de sa carrière) en 2015 par le Comité olympique du Brésil lors des Prêmio Brasil Olímpico Awards[121] ;
- Prix Youth and Citizenship (pour son travail caritatif en dehors des courts de tennis) en 2001 decerné par l'UNESCO[82] ;
- Prix Orange à Roland-Garros 1998, 2002 et 2004[Note 8].

## Publication
: document utilisé comme source pour la rédaction de cet article.
- Gustavo Kuerten, Guga : Un Brésilien, une passion française, Talent Sport, 2015, 448 p. (ISBN 979-1093463179)